# インド・ヨーロッパ語族
インド・ヨーロッパ語族（インド・ヨーロッパごぞく）は、インドからヨーロッパにかけた地域に由来する語族である。
英語・スペイン語・ロシア語などヨーロッパに由来する多くの言語と、ペルシア語やヒンディー語などの西アジアから中央アジア、南アジアに由来する言語を含む。一部のヨーロッパの言語が世界的に拡散することで、現代においては世界的に用いられている。
印欧語族（いんおうごぞく）と略称されている。

## 特徴
語彙や文法にまたがった幅広い共通性が18世紀末以降の研究によって見出され、19世紀前半に語族を構成する言語が死語を除いて確定された。
インド・ヨーロッパ語族には共通の祖先にあたる言語が存在したと考えられておりインド・ヨーロッパ祖語ないし印欧祖語と呼ばれる。インド・ヨーロッパ祖語には文字記録が残っていない。ポントス・カスピ海ステップに出自を持つヤムナヤ文化の担い手が紀元前4000年ごろには話していた屈折語であったとするクルガン仮説が有力である。
現代に用いられている言語はアルバニア語、アルメニア語、イタリック語派、インド・イラン語派、ケルト語派、ゲルマン語派、バルト・スラヴ語派、ヘレニック語派の8つの語派にさらに分類される。
20世紀初頭の研究によって、紀元前にアナトリア半島で用いられた言語と、8世紀頃までタリム盆地北縁地域で用いられていた言語がそれぞれ印欧語に含まれることが示され、それぞれアナトリア語派とトカラ語派と名付けられた。
文献が登場する以前の先史時代にはインドからヨーロッパにかけた地域に大きく拡散していた。植民地時代以降に英語、スペイン語、ポルトガル語、フランス語などのヨーロッパの言語が全世界的に広められ、アメリカ大陸やオーストラリア大陸での支配的な言語となったほか、アフリカやアジアの複数の地域でも大きな位置を占めた。印欧語族は現代において母語話者が最も多い語族であり、2010年代以降の統計によれば約30億人が第一言語として用いている。2000年以降の調査で、母語話者の多い言語には2億人以上のものに英語、ヒンディー語、スペイン語、ポルトガル語、1億人以上のものにロシア語、ベンガル語がある。

## 研究史

### 語族概念の発見と研究の発展
言語間に系統的な関係があるという考えやそれに基づいた比較研究は印欧語族が、他の語族に先んじたものであり、印欧語族の研究史と比較言語学の研究史はその始まりにおいて重なっている。そのため印欧語族の研究で見出された概念は他の語族、あるいは広く言語学の研究に応用されることになった。

#### ジョーンズと揺籃期の研究者たち

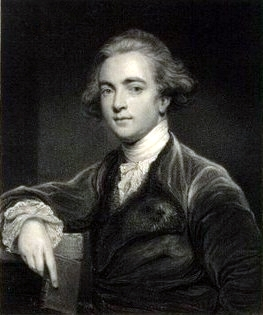
ジョーンズの肖像

ヨーロッパとインドで使われる言語の関係を指摘する者は以前にもいたものの、研究が進む契機となったのは18世紀末にイギリス人のウィリアム・ジョーンズによってなされた指摘であった。ジョーンズは植民地インドの判事として現地法を研究しており、1784年にベンガル・アジア協会を組織した。サンスクリットを学び始めたジョーンズは、その語根や文法の構造が、ヨーロッパの諸語、とりわけラテン語とギリシア語に類似していることに気付き、共通の祖先にあたる言語が想定されるという考えを発表した。この指摘に研究が触発されたことから歴史的な重要性が認められるが、発表の本筋とは離れた小さな扱いであった。また、旧約聖書が描くような単一の人類の原祖を想定したジョーンズの関心は民族史や文化史にあり、それぞれの言語に深い関心を持ちつつも印欧語を俯瞰した研究を深めようとはしなかった。
ジョーンズの示唆を実証する研究はイギリスでは進まず大陸に移ることとなった。この先駆的時代の研究にフリードリヒ・シュレーゲル、フランツ・ボップ、ラスムス・ラスク、フリードリヒの兄のアウグスト・ヴィルヘルム・シュレーゲル、W.v.フンボルト、ヤーコプ・グリムらによるものがある。フリードリヒ・シュレーゲルは1808年の著作『インド人の言語と英知』でサンスクリットとヨーロッパの言語の比較を試みた。ボップとラスクの著作は、比較言語学の第一作を争うものとして知られている。アウグスト・ヴィルヘルム・シュレーゲルとフンボルトは、フリードリヒ・シュレーゲルの分類を発展させて屈折語・孤立語・膠着語・抱合語という言語の四類型を立てた。グリムはラスクの論を受け継いでゲルマン祖語に起きた音韻法則であるグリムの法則を見出した。また黎明期の研究を総括したアウグスト・シュライヒャーによって、印欧祖語を再建する初めての試みが1861年の『印欧諸語比較文法便覧』(Compendium der vergleichenden Grammatik der indogermanischen Sprachen)で提出された。重要な業績が残された一方で、音声学の視点を欠く不完全さがあったともされる。
ジョーンズはサンスクリット、ラテン語、ギリシア語を中心としてゴート語、ケルト語、古代ペルシア語の資料を用いていた。シュレーゲルはアルメニア語とスラヴ語が語族に含まれることを示唆したが、確証はしなかった。語族の構成員を探る試みは主にボップによってなされ、1838年および1854年の講演ではケルト語とアルバニア語が帰属することを示した。彼の死後の1868年から1871年にかけて公刊された『比較文法』の第三版ではアルメニア語とスラヴ語が含まれることを示し、これによって死語となっていない語派の構成が確定した。
言語のグループを指す用語としてトマス・ヤングによる「インド・ヨーロッパ語」が1813年に提出された。現代において、ドイツ語圏においてのみユリウス・ハインリヒ・クラプロートが1823年に提唱したインド・ゲルマン語という名称が用いられ(ドイツ語: Indogermanische Sprachen)、その他の言語ではインド・ヨーロッパ語に相当する呼称が用いられる。

#### 学問体系の確立
ゲオルク・クルツィウスは分化していた言語学と文献学の協調を要請した。クルツィウスの弟子の世代にあたり、問題意識を引き継いだライプツィヒ大学に拠点を置く一連の学者らは1870年代以降に音韻論の実証的な研究を発表し、青年文法学派と呼ばれた。青年文法学派の実証を重んじる主張は「音法則に例外なし」に代表され、代表者のカール・ブルークマンの説がクルツィウスに受け入れられなかっただけでなく、ヨハネス・シュミットやアダルバート・ベッツェンベルガー、ヘルマン・コーリッツらの批判を受け議論は紛糾した。

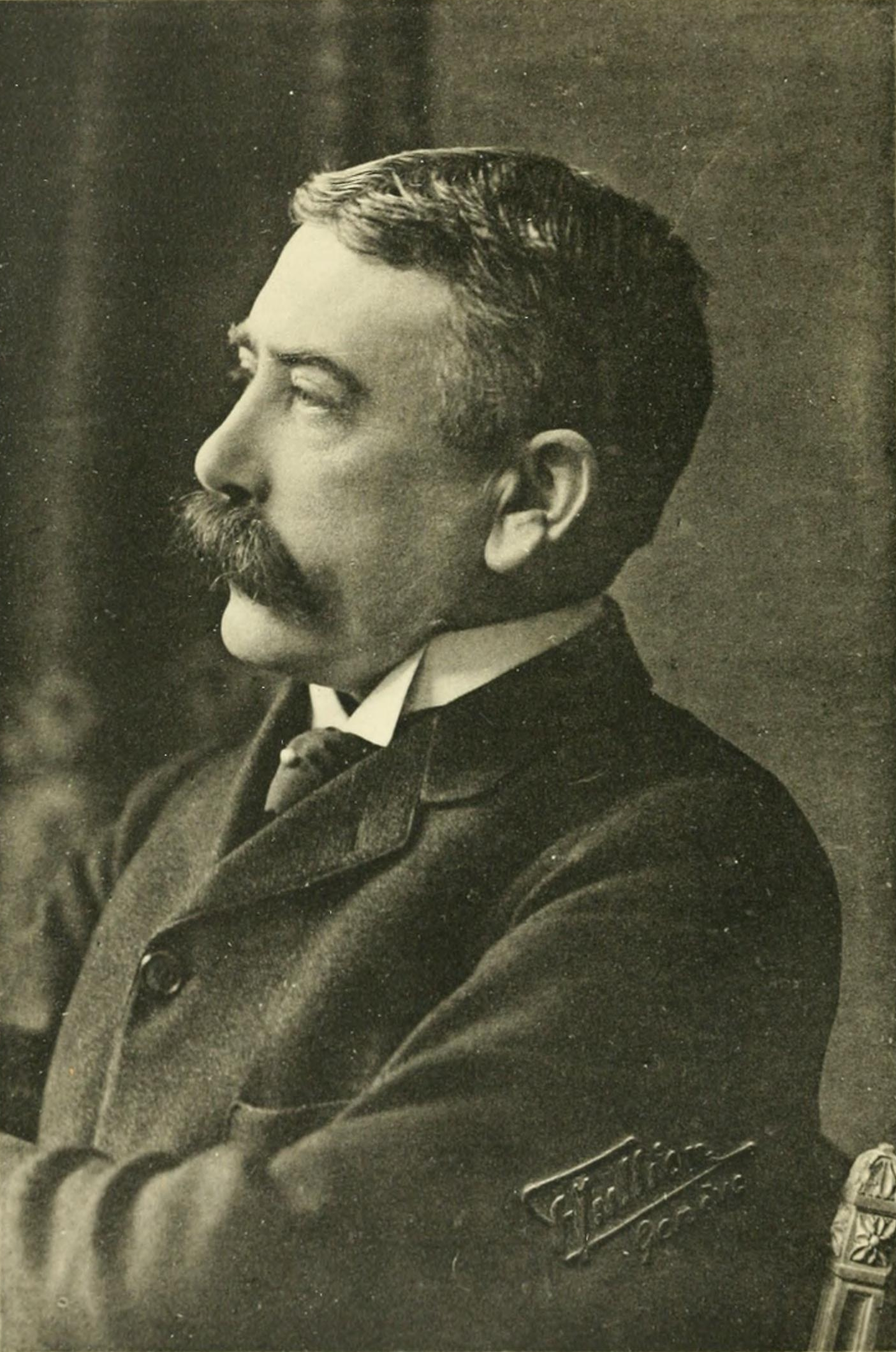
ソシュールの肖像

ライプツィヒ大学に留学しており青年文法学派と交流があったフェルディナン・ド・ソシュールが1878年に提出した論文『印欧語族における母音の原始的体系に関する覚え書き』は、印欧語の母音組織と母音交替を統一的に説明する画期的な学説であった。母音交替を説明するために、音声的に正体不明の「ソナント的機能音」を建てる理論的仮説だったが、実証を重んじる青年文法学派の奉じる原理と衝突し受け入れられなかった。
結果的に1870年代前後を通じて、ジョーンズの指摘を受けた研究はドイツロマン主義の隆盛と相まってドイツで盛んとなった。

#### 死語の研究による語族の拡大
19世紀末以降の調査によって、タリム盆地で発見された複数の文書の中に正体不明のものがあり、1908年に解読されてトカラ語と名付けられた言語は、印欧語族に含まれることが示された。20世紀に入ると、小アジアで用いられ紀元前に死語となった未知の言語が碑文から研究され、ヒッタイト語と名付けられた。ヒッタイト語は、1915年以降に発表された研究で印欧語族に含まれるか、少なくとも類縁関係にあることが明らかになった。イェジ・クリウォヴィチは、解読されたヒッタイト語の喉音がソシュールの言うソナント音に対応していることを指摘した上で理論を発展させ、これ以降の研究によって喉音理論が成立した。

### 原郷問題
インド・ヨーロッパ語族や、あるいは話者のグループの原郷について現代ではクルガン仮説が中心的な説となっているが、これに至るまでに議論の歴史がある。言語学から探求された時代には、印欧諸語の語彙を突き合わせ印欧祖語の語彙を挙げ、その特徴から地域を特定しようとする方法が取られた。考古学の発達につれ、こうした手法に加え、集団の移動や、耕作・家畜・道具の発展を実証的に探求できるようになった。

#### 言語学からの探求
原郷問題についてまとまった著作をはじめて発表したのはアドルフ・ピクテであった。風間喜代三によれば、当時は研究の黎明期にあってインド学が充実しておらず、ピクテはサンスクリットがあらゆる点で古い形を保っていると誤解していた。風間によればこうしたアジアを理想化する偏った見方はピクテに限らず先に触れたシュレーゲルなど十九世紀前半に著しく見られるといい、ピクテは原郷として古代のバクトリアにあたるアムダリア川中流域を想定して東方説（アジア説）の端緒となった。
アジア説を批判してヨーロッパ説を導入した初期の代表的な人物に、サンスクリットを専門とするテーオドール・ベンファイがいる。ベンファイは、印欧諸語でライオン（あるいは大型肉食獣）を指す言葉がそれぞれ独立していて共通の語源を想定できないことを論拠にライオンの生息域を排したが、こじつけた感があり当時から注目を受けなかった。現代においては、ヨーロッパがライオンの生息域であった可能性と、印欧祖語の語彙にライオンが含まれているとする主張の両方から批判を受ける形となり、成立しない議論と考えられている。

#### 政治利用
インドやイランなどアジアの言語とヨーロッパの言語が共通の祖先を持つという概念は、特にその話者にとってセンセーショナルに捉えられうる。学問的な探求と明確に区別しがたい面がありながらも、ある種の思想に基づいた主張を喚起し、またしばしば政治的に利用される。
その典型的な例に、アーリアン学説がある。アーリア人は『リグ・ヴェーダ』や『アヴェスター』の著者たちの自称に由来し、インド・イラン語派以外に用いられるものではなかった。しかしエキゾチックな魅力を持つ言葉として、本来の範囲を超える意味でヴィクトリア朝時代の社交界には既に広まっていた。
『リグ・ヴェーダ』を翻訳したマックス・ミュラーは、インドに進入したサンスクリットの話者たちを、「高貴さ」を意味する彼らの自称から「アーリア人」と呼ぶべきと主張した。ミュラーの議論には根拠が乏しく後年になり撤回したが、文明の祖という幻想的なイメージを形作った。彼によって、言語学的な問いから、ヨーロッパ文明の起源についての問いに変質する先鞭がつけられたとされる。ミュラーの影響を受けた典型例に挙げられるフランスの作家、アルテュール・ド・ゴビノーの『人種不平等論』（1853-1855年）は、人類を黒色・黄色・白色に大別し、白色人種に属するという「アーリア人」の文明性を謳った。マディソン・グラントの『偉大な人種の消滅』（1916年）では、イギリス系かドイツ系のアメリカ人という意味で「アーリア人」を用い、ユダヤ人のほかにポーランド、チェコ、イタリア系の移民との混血を警告した。こうした欧米の思想の潮流の中で、ゴビノーのアーリア人種至上主義がヒューストン・ステュアート・チェンバレンの『十九世紀の基礎』（1899年）や神秘思想家のヘレナ・P・ブラヴァツキーによって受け継がれた。チェンバレンの人種至上主義とブラヴァツキーの神智学には距離があったが、ドイツやオーストリアでそれぞれが受容されるにつれて結びついていき、「アリオゾフィ」と呼ばれるアーリア人種至上主義を神智学によって解釈する思想が生まれた。アリオゾフィはナチズムの源流の一つとなって「アーリア＝ゲルマン人種」といったイデオロギーに結実することになった。
1990年代以降、ヒンドゥー・ナショナリズムのサンスクリットを称揚する言説の中でインド起源説が唱えられている。長田によれば、マックス・ミューラー以降の「アーリヤ人侵入説」の問題点は、ジム・シェーファー、レイモンド・オールチン、アスコ・パルボラらによって学問的に批判されてきたほかに、ミューラーの直後からヒンドゥー改革者らによって宗教的な解釈に基づく批判も受けてきた。これらを受けて、デイヴィッド・フローリーとナヴァラトナ・ラージャーラーム以降のヒンドゥー・ナショナリストたちは、著作の中で反アーリヤ人侵入説と並んで「印欧祖語=サンスクリット語、インド由来」論を展開している。長田は発端となったラージャーラームの主張を分析し、学問的な批判に耐えるものではないと結論づけている。
現実的な歴史観にそぐわない政治利用の例は他にもあり、アンソニーは例としてアメリカの白人至上主義、女神運動、ロシアのナショナリズム・ネオペイガニズムを挙げている。

#### 関連する学問分野の拡大
20世紀に入って先史時代を扱う考古学が発達すると、言語学のみならず考古学の立場からも研究されるようになった。考古学を応用した初期の研究にグスタフ・コッシナによる1902年のものがあるが、彼は始めから原郷がドイツにあると示す目的意識を持っていて、ナチスに政治利用されたことから原郷問題がタブー化した。

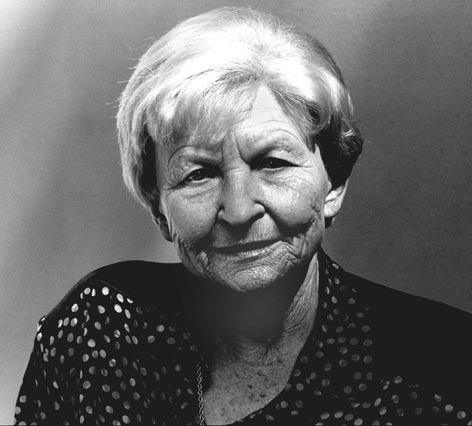
ギンブタスの肖像

原郷問題が考古学の研究分野として復活したのは、1950年代のマリヤ・ギンブタスによるクルガン仮説の提唱に始まるとされる。黒海ステップの前4000年以降の銅器時代の文化を、当該地域に特有に見られる墳丘墓の名前からクルガン文化と呼ぶ。クルガン仮説によれば、黒海北方のステップの遊牧民が印欧祖語の話者で、彼らは馬を家畜化すると前3600 - 2300年ごろにクルガン文化（の中のヤムナヤ文化）とともに印欧祖語を広めた。ジム・マロリーやデイヴィッド・アンソニーがこれに追随し、アンソニーはステップでの馬の家畜化と乗用の起源を示すことで説の補強を試みた。
1987年にイギリスのコリン・レンフルーがアナトリア仮説を提出した。印欧祖族の故郷はアナトリア半島にあり、中央ギリシアに最初の農業経済を起こしてから前6500年以降に拡散したという、農業経済を軸にした提案だった。古代ギリシア語がヒッタイト語よりもサンスクリット語にはるかに類似しているという事実を説明できておらず、当時の社会に馬の存在はなかったとの主張は印欧祖語に馬の語彙が再建されることから退けられるなど、レンフルーの主張は既存の言語学の立場からはとくに懐疑視された。
生物学者のラッセル・グレイとクエンティン・アトキンソンは、計算生物学の手法を用いた研究を2003年に発表した。言語年代学を改良して統計的に単語の類似を分析した結果、印欧祖語が各言語に分岐した年代は前6000年以前であると示され、アナトリア仮説を擁護した。
アンソニーは、90年代以降の考古学を踏まえた研究を2007年の著作『馬・車輪・言語』に発表した。ポントス・カスピ海ステップを原郷においた印欧語の拡散の過程を描くことで、クルガン仮説を修正・補強してアナトリア仮説への反論を試みた。
言語学者のアンドリュー・ギャレットらは、2013年以降の研究で、解析を条件を変えて行うと分岐年代がグレイらより遅くに想定されるとしてグレイらが設定する前提を批判した。Balterによれば、グレイらはギャレットらの研究を継承した解析に取り組み、再びアナトリア仮説を支持する結果を得たという。
レンフルーは、1994年に亡くなったギンブタスを記念する2017年の講演の中で、自説との両立を示唆しながらも“Marija’s Kurgan hypothesis has been magnificently vindicated.（マリヤのクルガン仮説は見事に立証された）”と発言しクルガン仮説を認めた。レンフルーの業績を称える2018年の記事では、言語年代学以外の立場からはアナトリア仮説は認められていないと指摘している。

## 印欧語族の歴史

### 文法と簡略化
分化が始まった時点でのインド・ヨーロッパ祖語（印欧祖語）は、多様な語形変化を持つ言語だったと想定されている。しかし時代が下り、言語の分化が大きくなると、各言語は概して複雑な語形変化を単純化させていった。
数
印欧祖語には文法的な数には単数と複数の他、対になっているものを表す「双数」（両数、対数とも呼ばれる）があったと考えられているが、のちの時代にはほとんどの言語で消滅した。現在でも双数を使うのはスロベニア語、ソルブ語、スコットランド・ゲール語、ウェールズ語、ブルトン語などごくわずかに過ぎない。
性
印欧祖語にあったと考えられる男性、女性、中性という3つの文法的な性の区別は、現代でも多くの言語に残るが、一部では変化している。例えば、ロマンス語派の大半やヒンディー語では男性と女性のみになり、北ゲルマン語派の大半やオランダ語では男性と女性が合流した「通性」と中性の二つの性が残っている。英語、ペルシア語、アルメニア語ではほぼ消滅した。
格
印欧祖語は、名詞・形容詞等の文法的な格として主格、対格、属格、与格、具格、奪格、処格、呼格の8つを区別していたと考えられている。紀元前のインド・ヨーロッパ諸語にはこれらを残す言語がいくつかあったが、後世には特に名詞・形容詞については概ね、区別される格の種類を減らしている。スラヴ諸語ではチェコ語やポーランド語の7格、ロシア語の6格など豊富な格変化を残す言語があり、ルーマニア語は5格、ドイツ語、アイスランド語では4つの格が残っているが、ヒンディー語などは2つの格を持つのみである。その他の言語では名詞・形容詞の格変化を失った言語が多い。多くのロマンス諸語は名詞・形容詞の格の区別を失っている。英語の名詞は主格と所有格（属格が意味限定的に変化したもの）を残すのみである。名詞や形容詞の格を退化させた言語も代名詞に関しては格を区別するものが多いが、ペルシア語のように代名詞についても格変化をほぼ失った言語もある。
印欧祖語は、主語・目的語・動詞の語順が優勢なSOV型言語だったと考えられており、古い時代のインド・ヨーロッパ諸語、例えばヒッタイト語、インド・イラン語派の古典諸言語、ラテン語ではその特徴が見られる。但し、後にSOV型以外の語順の言語も現れ、SOV型は印欧語に典型的な語順とまでは言えなくなっている。現代では言語により語順は様々だが、ヨーロッパでは主語・動詞・目的語の語順が優勢なSVO型言語が比較的多く、ドイツ語のように本質的にはSOV型でも一見SVO型のように見えるSOV-V2語順の言語もある。一方、中東やインドでは現在でもSOV型言語が多い。

### 音韻論

#### 音韻体系
伝統的に五母音体系で再構されてきたが、喉音理論に基づいて/e~o~ゼロ/という、単一の母音がなんらかの規則に従って母音交替するモデルに修正された。

#### 音韻法則
- ケントゥム語とサテム語

印欧語族はケントゥム語とサテム語に大別されてきた。ケントゥムおよびサテムは、ラテン語およびアヴェスタ語で「百」を意味する単語で、ともに印欧祖語の*kʲmtomに由来する単語であって言語間の発音の違いを代表しているため分類名に用いられた。この分類に従うと、ケントゥム語にはアナトリア語派、トカラ語派、ヘレニック語派、ゲルマン語派、ケルト語派、イタリック語派が属し、サテム語にはインド・イラン語派、バルト・スラブ語派、アルメニア語派、アルバニア語派が属することになる。祖語の時代からあった差異が系統となって現れたのか、各言語で独立に起こった変化であるのか議論されてきた。この結果として、必ずしも系統の違いを表すものではないと考えられるようになった。
- グリムの法則

印欧祖語とゲルマン祖語の間の時期に起きた子音推移を説明したものである。
- 1.印欧祖語の無声閉鎖音は、ゲルマン祖語の無声摩擦音になる
- 2.印欧祖語の有声閉鎖音は、ゲルマン祖語の無声閉鎖音になる
- 3.印欧祖語の有声帯気閉鎖音は、ゲルマン祖語の無声閉鎖音になる

- ヴェルナーの法則

グリムの法則に続いて起きる規則で、グリムの法則で生じた無声摩擦音が、直前にアクセントがある場合を除いて有声音になる。
グリムの法則が起こる前からあった無声摩擦音のsにも適用された。これもゲルマン祖語までの時期に起こった。
- グラスマンの法則

有気音が続くと、前の子音が無気化される法則。サンスクリットでは、dh - dh が d - dh になる。
後の有気音が、最後のsかtの前で無気音になっていると、作用しない。
ヘレニック語派にも起こるが、有気音が無声化された場合に限られている。d^h - d^h > t^h - t^h > t - th にように働く。
ヘレニック語派においても、後ろの有気音が無気音になっていると作用しない。
インド・イラン語派とヘレニック語派で独立に起きた。

インド・イラン語派, スラヴ語派, リトアニア語にみられる。

## 語派
バルト語派とスラヴ語派のように分ける場合と、バルト・スラヴ語派とまとめる場合がある。また、詳細が分かっていないフリュギア語を数える場合とそうでない場合があり、少ない数え方で10、多い数え方で12が一般的なものである。

### アナトリア語派
アナトリア語派は印欧祖語か、その原型にあたる言語から派生した最初の言語グループだと考えられている。ヒッタイト帝国の公用語であったヒッタイト語が最もよく知られていている。この語派に属する言語はすべて死語となっていて歴史的な資料にのみ残されている。
アナトリア祖語からヒッタイト語、ルウィ語、パラー語に分化し、その3つが大きな幹をなすと考えられている。多くはアッカド語から継承した楔形文字で記録されているが、象形文字ルウィ語とギリシア文字を基にしたアルファベットを用いるリュキア語が知られている。大城・吉田は、ルウィ語を楔形文字ルウィ語と象形文字ルウィ語に分類し、リュキア語、ミリア語、リュディア語を加え7つを確定的なアナトリア語派として数えている。これによれば、リュキア語とミリア語はルウィ語に近く、派生した関係にあると考えられる。ヒッタイト語とパラー語の話し手は、コーカサス諸語と類縁関係にあるハッティ語話者の住んでいたアナトリア中部に侵入し、前1650~1600年ごろにヒッタイト帝国がハッティ族の独立王国を征服した。ヒッタイト語とパラー語にはハッティ語、ヒッタイト語にはさらにフルリ語、アッカド語に由来する借用がみられる一方、ルウィ語にはハッティ語からの借用は見られず「正体不明の非印欧の言語」からの借用がみられ、ハッティ語の中心地域から離れた地域で話されたことが示唆されている。
時制が現在と過去しかない、有性と中性の区別しかない、喉頭音の存在など他の古い印欧語と共通しない特徴を持つことで古い時代の印欧語の研究に繋がった。ヒッタイト語は再建されてきた印欧祖語と大きく異なっていて、印欧祖語のさらに前段階から分化したため狭義の印欧語にあたらないとするインド・ヒッタイト語仮説も提示されている。松本は、ヒッタイト語を特別扱いして既存の理解を保とうとするよりも、その示す事実を受け入れて比較文法の方法論じたいを再編しなおす動きのほうが優勢であるとしている。

### トカラ語派

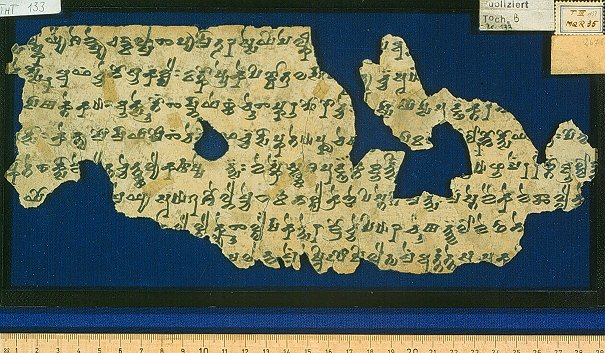
クチャ語の文書（ブラーフミー文字）

トカー語、トハラ語とも呼ばれる。中央アジアのタリム盆地北縁地域で8世紀まで話された。

### 古代バルカン諸語
- イリュリア語♰
- リブルニア語♰
- メッサピア語♰
- ミジアン語（英語版）♰
- ピアニア語（英語版）♰
- フリュギア語+
- トラキア語+
- ウェネティ語+

### ヘレニック語派
ヘレン語派とも呼ばれる。単独で1語派として扱われる。
- ギリシア祖語
- ミケーネ語
- 古代ギリシア語
- コイネー
- 中世ギリシア語
- 現代ギリシア語 (Modern Greek) （ギリシア語）

### アルバニア語派
アルバニア語のみで1語派として扱われる。

アルバニア語の方言分布

印欧語に含まれることが判明してから、イリュリア語、トラキア語、ダキア語、ヴェネト語、エトルリア語など古代のバルカン諸語との関係が研究された。直野によればイリュリア語から発展したと考える研究者が多いという。
シュクンビン川を境界線として北部で話されているゲグ方言と、南部で話されているトスク方言に大きく分類される。アルバニア系のコミュニティはアルバニア共和国に隣接した地域にも存在していて、コソボ、マケドニア北西部、モンテネグロ南東部でゲグ方言が用いられている。また、アルバニア語から派生したものとして、イタリアのアルバニア系離散民に用いられるアルバレシュ語、ギリシアのアルバニア系離散民に用いられるアルヴァニティカ語がある。
文字として最古の記録が15世紀と遅く、1462年にラテン文字で洗礼儀式に関する文書が記された。16世紀なかばのゲグ方言の文献が残っており、これに続いてトスク方言やアルバレシュで記された文献が残っている。これらの文献からは、方言差が大きくなかったことが伺われる。15世紀後半のオスマン・トルコ支配によって国土と宗教が分断された状態となり、差異が大きくなった。対応して、アラビア文字かギリシア文字が用いられるようになった。1908年に開かれた会議でアルバニア語ラテン文字が制定され、現在まで使われている。
19世紀以降、ゲグ方言に近いエルバサンのトスク方言を基礎として標準語を整備しようという提案がなされ、1952年と1972年の会議でこれに近い形の案が採択された。アルバニア国外でも文語としてはこれに従っているという。
名詞は男性名詞か女性名詞に分類され、限られた範囲で中性名詞が認められている。単数と複数のそれぞれで、主格, 属格, 与格, 対格, 奪格の5つの格を持つ。定冠詞を取らない名詞では主格と対格が一致し、属格, 与格, 奪格も一致する。形容詞は格変化せず、性と数に対応して変化するタイプとしないタイプがある。変化するタイプでも性と数のどちらかのみに対応するものも多く、4種類の変化をするのは不規則な形容詞がほとんどである。能動形を基本として多くの動詞が中動・受動態をもつ。法に直接法、接続法、条件法、願望法、感嘆法、命令法があり時称、態との関係は複雑である。
アルバニア語はバルカン言語連合に属するとされている。系統的な関係とは別に接触による収束が起こるもので、幅広い文法上の共通性が見られる。直野によれば特にルーマニア語と平行する点が多いという。数詞にはスラヴ語の影響が見られ、また15~16世紀にトルコ語とギリシア語から受けた影響が研究対象になっている。

### ケルト語派
ケントゥム語群。イタリック語派と類似点が多い。前1000年代には中部ヨーロッパに広く分布していたが、現在はブリターニュ地方、アイルランド島やブリテン島ウェールズ地方、スコットランド地方などのみである。近年、マン島語、コーンウォール語が復活している他、スコットランドゲール語もスコットランドの公文書で使用されるようになっている。
- ゲール諸語 - ケルト祖語の[kw]をそのまま保っている諸語。このためQケルト語とも呼ばれる。
  - アイルランド語
  - マン島語（マンクス語、マン島ゲール語とも）
  - スコットランド・ゲール語など
- ブリソン諸語 - [kw]が合体して[p]に変わった諸語。このためPケルト語とも呼ばれる。
  - ブルトン語
  - ウェールズ語
  - コーンウォール語（ケルノウ語とも）
- 大陸ケルト諸語
  - ガリア語♰
  - ルシタニア語♰
  - 古代リグリア語♰

### イタリック語派

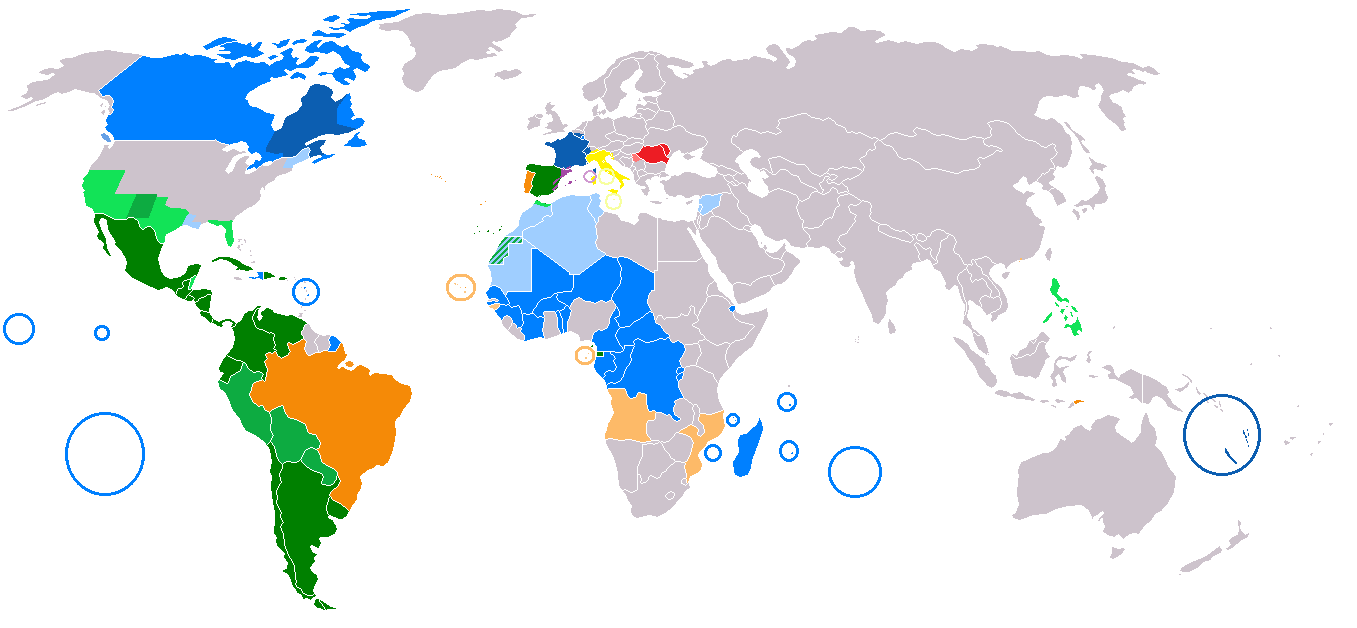
21世紀のイタリック語派の分布。スペイン語：緑、ポルトガル語：橙、フランス語：青、イタリア語、黄、ルーマニア語：赤、カタルーニャ語：紫

- オスク・ウンブリア語群 - ローマ帝国以前にイタリア半島中部に存在した。オスク語♰、ウンブリア語♰など
- ラテン・ファリスク語群
  - ファリスク語♰
  - ラテン語
  - ロマンス諸語 - 俗ラテン語から派生した諸言語
    - 東ラテン諸語 - 名詞の複数形を作るとき、母音を変える諸語。イタリア語、コルシカ語、ルーマニア語、レト・ロマン語（ロマンシュ語、フリウリ語、ドロミテ語）、ダルマチア語♰など
    - 西ラテン諸語 - 名詞の複数形を作るとき、語尾に"-s"を付ける諸語。フランス語、サルデーニャ語、アオスタ語、ワロン語、クレオール、オック語、カタルーニャ語、アストゥリアス語、アラゴン語、スペイン語（カスティーリャ語）、ポルトガル語、ガリシア語、リグリア語

ヨーロッパ大陸の中央部でゲルマン語やケルト語と隣接していたが、紀元前2千年紀の終りに近いころ北からイタリア半島に侵入し、前1000年ごろ南下してラティウムに定住した。紀元前10世紀のイタリア半島ではオスク語、ウンブリア語、ギリシア語のほかエトルリア語、ヴェネト語が地域によって分布していた。
古代のイタリック語派にはオスク語、ウンブリア語、ラテン語、ファリスク語があり、オスク・ウンブリア語群とラテン・ファリスク語群に分類される。ラテン語は、ローマ建国のころには既にラティウムに定着していた。ラテン語は、こういったラテン人の諸言語の一つでしか無かったが、ローマの拡大に伴い勢力を増し、オスク・ウンブリア語やファリスク語だけでなくケルト諸語やイベリア語を置き換えて広範な分布に至った。ラテン語の最古文献は前6世紀末ごろであり、とくにローマのラテン語は前5世紀に記録されている。
文学作品が生まれる前、すなわち前3世紀後半に至るまでのラテン語は古ラテン語と呼ばれ、碑文と古典期の作家による引用で知られる。
古典ラテン語は、広義には前3世紀末から後2世紀まで、狭義には特に前1世紀のラテン語の文語を指す。狭義の古典ラテン語はラテン文学の黄金時代に対応している。散文はキケロの雄弁論にはじまり、カエサル『ガリア戦記』やティトゥス・リウィウス『ローマ建国史』など、韻文ではルクレティウス、ウェルギリウスやオウィディウスらが多様な作品を残した。古典ラテン語は後の時代においても模範とされている。
ラテン文学が陰りを見せてから西ローマ帝国が崩壊するまでのラテン語を後期ラテン語という。3世紀以降、ローマ帝国でキリスト教が公認され、ラテン語はカトリック教会と結びついた。そのため後期ラテン語の時期は、ヒエロニムスによるラテン語訳聖書がなされるなど教会ラテン語が盛んになった時代でもあった。
文学の興隆と同じくして文語と口語が乖離していき、およそBC200年からAD600年ごろまでの口語を俗ラテン語という。西ローマ帝国は5世紀に瓦解し、俗ラテン語のグループは分断された。俗ラテン語の文献資料は限られるが、プロブスによる用例集、ペトロニウス『サテュリコン』の「トリマルキオの饗宴」に見られる会話、400年頃の修道女の文章、無数の碑文などが残っている。また、後期ラテン語に特徴の混入が見られる。
各地に広がった俗ラテン語は、それぞれの地域の基層言語によって影響を受け変化した（イタリアにおけるオスク語とエトルリア語、スペイン語に対するイベリア語、フランス語に対するケルト諸語、ルーマニア語に対するダキア語など）。ルーマニア語に対するスラヴ諸語、スペイン語・ポルトガル語・カタルーニャ語に対するアラビア語のような支配を通じた影響が生じたほか、フランク人との接触は西のグループ、特にフランス語に大きな影響をもたらした。他言語からの影響と並行して、それぞれの地域でも独自化が進み、ロマンス諸語の文献が現れる9世紀には既に統一性が失われていた。
カール大帝（シャルルマーニュ）は俗ラテン語的な文語を憂慮し、カロリング・ルネサンスによって古典的なラテン語の復活を図ったが徹底されず、中世ラテン語が成立した。中世ラテン語は古典的な知識階級の共通語として機能した。
ラテン語には5つの曲用の型があって第2, 3, 4曲用名詞に中性があったが、ロマンス諸語では曲用が2つになり男性/女性と対応している。いずれのロマンス諸語も単数と複数の区別を持ち、西ロマンス諸語の複数の標識は -s であるが、中期フランス語で発音されなくなったため、フランス語では冠詞などによって表現される。現代ロマンス語ではルーマニア語を除いて格体系は消滅した。ルーマニア語は主格、対格、属格、与格、呼格の5格体系をなす。ラテン語は4種の活用形に分けられたが、ロマンス諸語ではEが融合し活用形を減らした。生産性に偏りが生じ、A, I, Eの順に例が多い。いくつかの言語ではEは用例が少なく、不規則動詞としたほうが適当だという。ラテン語の直説法、接続法、命令法からなる3つの法はロマンス諸語で保たれている。使用法が各言語によって異なるが、いくつかのロマンス諸語に共通して見られる時称として、未完了過去（半過去）、単純過去、複合過去、未来および条件法がある。現代ロマンス諸語では主語 - 動詞が頻繁に現れる基本的な語順で、外れるものは倒置と見なされる。
ギリシアアルファベットを参考にしてラテンアルファベットが成立したが、ギリシアアルファベットには無いQやFがあることからエトルリア文字が仲介していると考えられる。成立して以降に、ギリシア語の転写のためにYとZが加えられた。エトルリア語の音体系にはkとgの区別がないために文字も統合されていて、ラテン語でもCを双方の音に当てていたが、Cを元にGが作られた。ロマンス諸語は、全てラテンアルファベットを用いる。

### ゲルマン語派

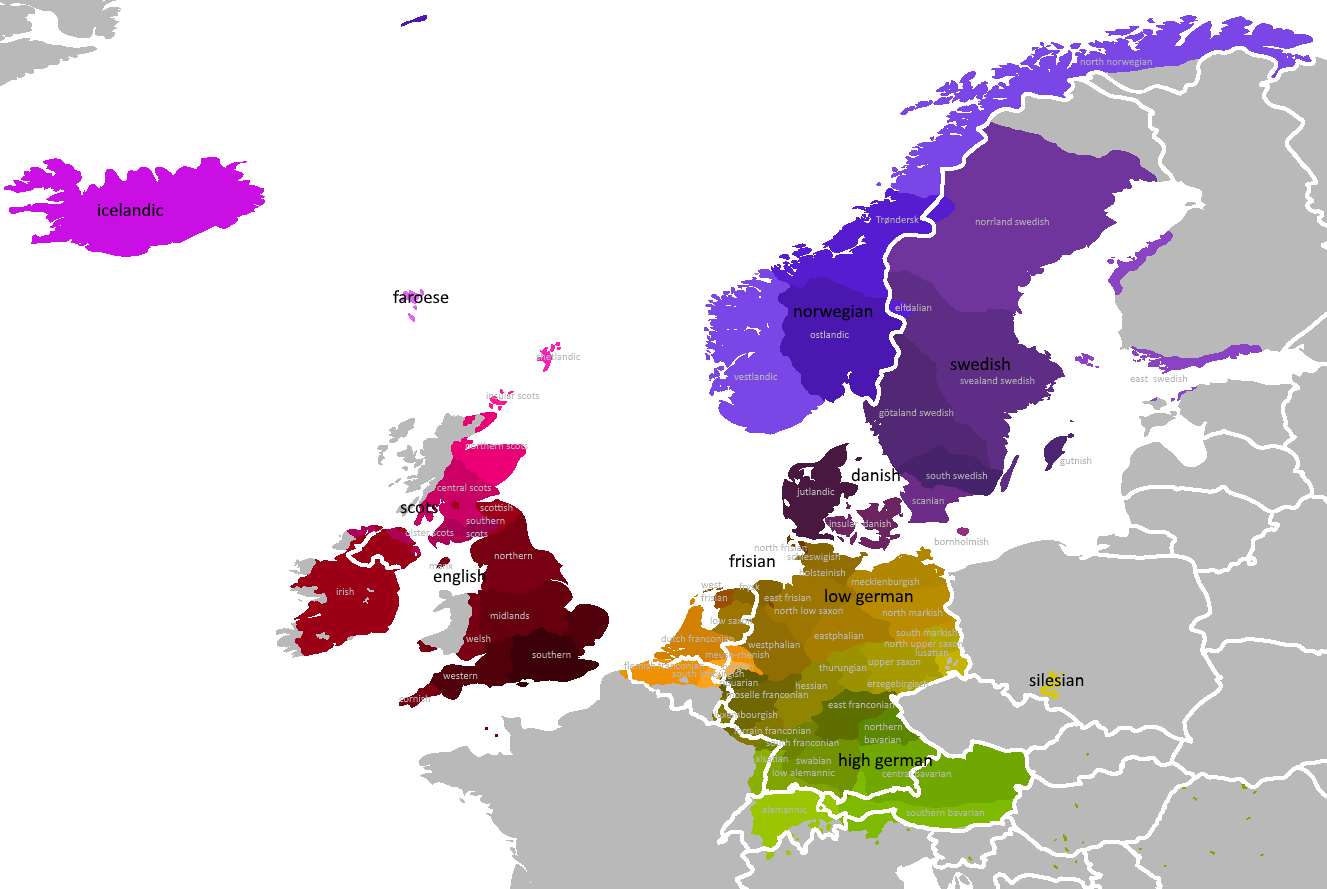
ヨーロッパのゲルマン語派の分布

ケントゥム語群。ヨーロッパ中北部が原郷。ゲルマン民族の大移動を経てロマンス諸語にも大きな影響を与えた。
- 北ゲルマン語群（ノルド諸語、北欧諸語） - 古ノルド語♰
  - 東スカンディナヴィア語群と西スカンディナヴィア語群に分ける分類法[76]
    - 東スカンディナヴィア語群（フランス語版） - デンマーク語、スウェーデン語
    - 西スカンディナヴィア語群（フランス語版） - ノルウェー語、アイスランド語、フェロー語

  - 大陸北ゲルマン語と離島北ゲルマン語に分ける分類法[77]
    - 大陸北ゲルマン語 - デンマーク語、スウェーデン語、ノルウェー語(ブークモール、ニーノシュク)
    - 離島北ゲルマン語 - アイスランド語、フェロー語、ノルン語♰
- 西ゲルマン語群
  - ドイツ語群
    - 低地ドイツ語　- オランダ語(フラマン語)、アフリカーンス語
    - 高地ドイツ語　- 標準ドイツ語、ルクセンブルク語

  - アングロ・フリジア語 - 英語（イングランド語）、スコットランド語、フリジア語
- 東ゲルマン語群 - ゴート語♰、ヴァンダル語（英語版）♰、ブルグント語（英語版）♰など

ゲルマン人の原郷は、スカンジナビア半島南部や北ドイツのエルベ川下流域にかけての一帯だと考えられている。
民族移動によって紀元前1000年ごろには他地域へ拡張していて、4～5世紀のゲルマン民族の大移動をピークとして1500年以上続いた。
ゲルマン語族には、詳細のわからない先印欧語の語彙が流入していて、ゲルマン祖語の基礎語彙の3分の1が非印欧語由来だと考えられている。紀元前500年ごろのゲルマン人は、西は現在のオランダ語圏、東はヴィスワ川までの低地平原地帯、北はスウェーデン中部とノルウェー南部まで及んでいた。南と西でケルト語、東でバルト語、北でバルト・フィン諸語と接していて、相互に借用が行われた。南部域のケルト人やイリュリア人を放逐したゲルマン人は、紀元前後にローマ帝国の国境・黒海沿岸に達していた。紀元前後にゲルマン語の明確な分岐が始まったと考えられていて、当時のゲルマン人およびゲルマン語は、北、東、エルベ川、ヴェーザー・ライン川、北海の5つのグループに分かれていた。
東ゲルマン語はゴート語につながり、4世紀になされたギリシア語聖書のゴート語訳はゲルマン語の最古のまとまった文献として写本が残っている。アンシャル体大文字を中心に、ラテン文字とゴート文字が用いられた。ゴート人は東ゴート人と西ゴート人に分裂し、イベリア半島とイタリアに王国を築いたほか、東ゴート人がクリミアに到達するなど大きく広がった。
北ゲルマン語は北欧に位置し、ノルド語が成立した。ゲルマン語の断片的な最古の資料として、ルーン文字で刻まれたルーン碑文が残っている。音価と文字が正確に対応しており、実用的な文字だったと考えられている。ルーン文字は古ゲルマン語圏すべてに広がったが、10世紀末以降のキリスト教受容にともなってラテン文字に置き換えられていった。8世紀までスカンディナヴィアに留まっていた北ゲルマン人は、9世紀から11世紀のヴァイキング時代に遠征を繰り返した。デーン人は二度に渡ってイングランドを征服し、英語史に大きな影響を与えた。東方では、スウェーデン人ヴァイキングを中心にフィンランド・エストニアに進出した上にさらに南東に進み、ノヴゴロド公国やキエフ公国を築いた。ヴァイキング時代末期には、西ノルド語と東ノルド語の分岐が顕著になっていた。
北海ゲルマン語は、アングロ・サクソン人を中心にするグループがブリテン島に移住し始めた5世紀半ば以降に、大陸部北海沿岸の諸部族による接触で成立したと考えられている。アングロ・サクソン人は600年ごろにキリスト教に改宗し、ラテン文字を使用した宗教関連の古英語の文献は700年ごろに現れる。フリジア語は16世紀以降使われなくなった。ザクセン語は高地ドイツ語圏に引き寄せられていき、低地ドイツ語の低ザクセン語として扱われている。古英語は典型的な北海ゲルマン語であったが、デーン人やノルウェー人ヴァイキングによるノルド語との接触と、ノルマン・コンクエストによるフランス語との接触によって形態の簡素化が起こり、屈折の少ない分析的な言語となった。
エルベ川とヴェーザー・ライン川のグループは内陸ゲルマン語として括られ、主要な古語として古高ドイツ語と古オランダ語がある。とくにヴェーザー・ライン川ゲルマン語の古フランケン方言を話すフランケン人は西ローマ帝国滅亡後に勢力を拡大し、6世紀のテューリンゲン族征服を皮切りにアレマン人、バイエルン人、ザクセン人を征服し隷従させた。8世紀にフランク王国のドイツ語話者にキリスト教が広まり、9世紀には『タツィアーン』やヴィッセンブルグのオトフリートによる『福音書』などキリスト教文学が興隆した。古オランダ語のまとまった文献は10世紀初めのヴァハテンドク詩篇に現れる。現代標準ドイツ語はエルベ川ゲルマン語に由来する上部ドイツ語、ヴェーザー・ライン川ゲルマン語に由来する中部ドイツ語、上記の北海ゲルマン語に由来する低地ドイツ語を統合して成立した。標準オランダ語はヴェーザー・ライン川ゲルマン語に由来する低地フランケン方言を母体とし、北海ゲルマン語に由来するオランダ語低地ザクセン方言を統合して成立した。
ゲルマン祖語は与格が奪格と所格の役割を担い、6格組織であった。その後、主格が呼格を、与格が具格を吸収し4格組織に近づいていった。文法性を失ったのは英語とアフリカーンス語、デンマーク語ユトランド方言に限られていて、他のゲルマン諸語には見られる。双数はゲルマン祖語で衰退しつつあり、ゴート語が限定的に残しているが、他の古語では複数に取り込まれた。現代語では北フリジア語の方言に見られるが、話し言葉ではほとんど用いないという。北ゲルマン語とオランダ語では、男性と女性が「通性（共性）」に合流し、中性とあわせ二性体制になっている。ゲルマン祖語の時点でアオリスト語幹が破棄されていて、語形変化は強変化と弱変化に収束した。アスペクトに対応する語形変化はなく、助動詞による迂言形で表現する。西ゲルマン語では現在完了形が過去の表現として多用され、過去形が使われない言語もある。接続法が直接法に吸収されているため、現在形が未来の出来事も表す。ドイツ語やオランダ語で副次的にSOV順の語形が用いられるが、SVO順が一般的になっている。

### バルト・スラヴ語派
東ヨーロッパに分布する。ゲルマン語派・ロマンス諸語に比べ言語的改新が見られず、保守的であるとされる。

ヨーロッパにおけるスラヴ語の分布

#### スラヴ語派
- 東スラヴ語群 - ロシア語、ベラルーシ語、ウクライナ語、ルシン語、古東スラヴ語†、古ノヴゴロド語†
- 南スラヴ語群 - 古代教会スラヴ語†、スロヴェニア語、セルボ・クロアチア語（セルビア語、クロアチア語、ボスニア語、モンテネグロ語）、ブルガリア語、マケドニア語など
- 西スラヴ語群 - ポーランド語、チェコ語、スロヴァキア語、ポラーブ語†、カシューブ語、上ソルブ語、下ソルブ語など

スラヴ語は、西スラヴ語群、南スラヴ語群、東スラヴ語群の3つに分類されている。
9世紀半ばまでにはスラヴ人の居住地域は西、東、南の3つに分かれていた。
印欧祖語から分離し、古代教会スラヴ語が成立するまでのスラヴ語を共通スラヴ語と呼ぶ。
共通スラヴ語時代のスラヴの知識人は文語としてギリシア語やラテン語、古フランク語を使っていたと考えられている。9世紀後半に西スラヴのモラヴィア王国では、東フランク王国の影響力から脱するためビザンツ帝国に要請してメトディオスとキュリロスの兄弟が教主として派遣された。キュリロスがスラヴ語典礼に使う文字体系としてグラゴル文字を考案し、スラヴ語の文語である古代教会スラヴ語が成立した。モラヴィア国内での兄弟の事業は難航したが、弟子たちが第一次ブルガリア帝国で活動することでスラヴ語典礼の伝統は保たれ、グラゴル文字の体型にギリシア文字を導入することでキリル文字が成立した。古代教会スラヴ語はポーランドとクロアチアを除くスラヴ語圏全体に拡散した後、それぞれの隣接した地域の言語から影響を受けるなどして多様性を増し、研究者たちは1100年ごろを古代教会スラヴ語が共通性を失った時期の目安としている。
10世紀末から11世紀には東西南の差異がルーシ人、スラヴ人、ブルガリア人の言葉の違いとして認識されていた。東西南の内部でも支配体制による分断があり、12世紀ごろからそれぞれの地域内でも別個の言語として独立して認識されるようになった。
共通して男性、女性、中性の区別と、7つか6つの格がある。男性単数に生物と無生物の区別があり、西語群では人を表す男性名詞複数形「男性人間形」が17世紀頃に成立した。スロヴェニア語とソルブ語が双数を残し、他の言語では複数に合流したが、2を表す数詞に名残がある。動詞には直説法、命令法、仮定法があり、直接法の中に現在、過去、未来の3つの時制と完了体と不完了体の2つのアスペクトの組み合わせがある。
先に述べたように西方教会とラテン語典礼が、東方教会とスラヴ典礼が結びついた歴史がある。この結果として西語群ではラテンアルファベットが、東語群ではキリル文字が、南語群ではキリル文字とラテンアルファベットが用いられている。ラテンアルファベットを用いる南語群では、ガイ式ラテン・アルファベットやその変種が用いられる。

#### バルト語派
- バルト語派
  - 東バルト語群 - リトアニア語、ラトビア語
  - 西バルト語群 - プロシア語†など。現在ではすべて死語となっている。

### インド・イラン語派
サテム語群。西アジア～南アジアにかけて分布。インド語派とイラン語派は発見されているもっとも古い言語同士で意思疎通が可能なほど似通っており、まとめて扱われる。印欧語族の分類は一般に12語派程度で表現されるが、その場合ダルド語派とカーフィル語派を数えていない。
- インド語派 - サンスクリット語、プラークリット語、パーリ語、ヒンディー語、ウルドゥー語、ベンガル語、ネパール語など
- イラン語派 - アヴェスター語♰、ペルシア語、パシュトー語、クルド語など
- ヌーリスターン語派 - かつてはカーフィル語派[注 14]と呼ばれた。ヒンドゥークシュ山脈山中に散在。ただし別の語派として扱う説もある。

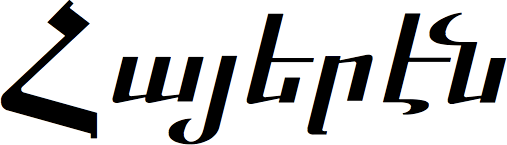
アルメニア文字の「アルメニア語」

### アルメニア語派

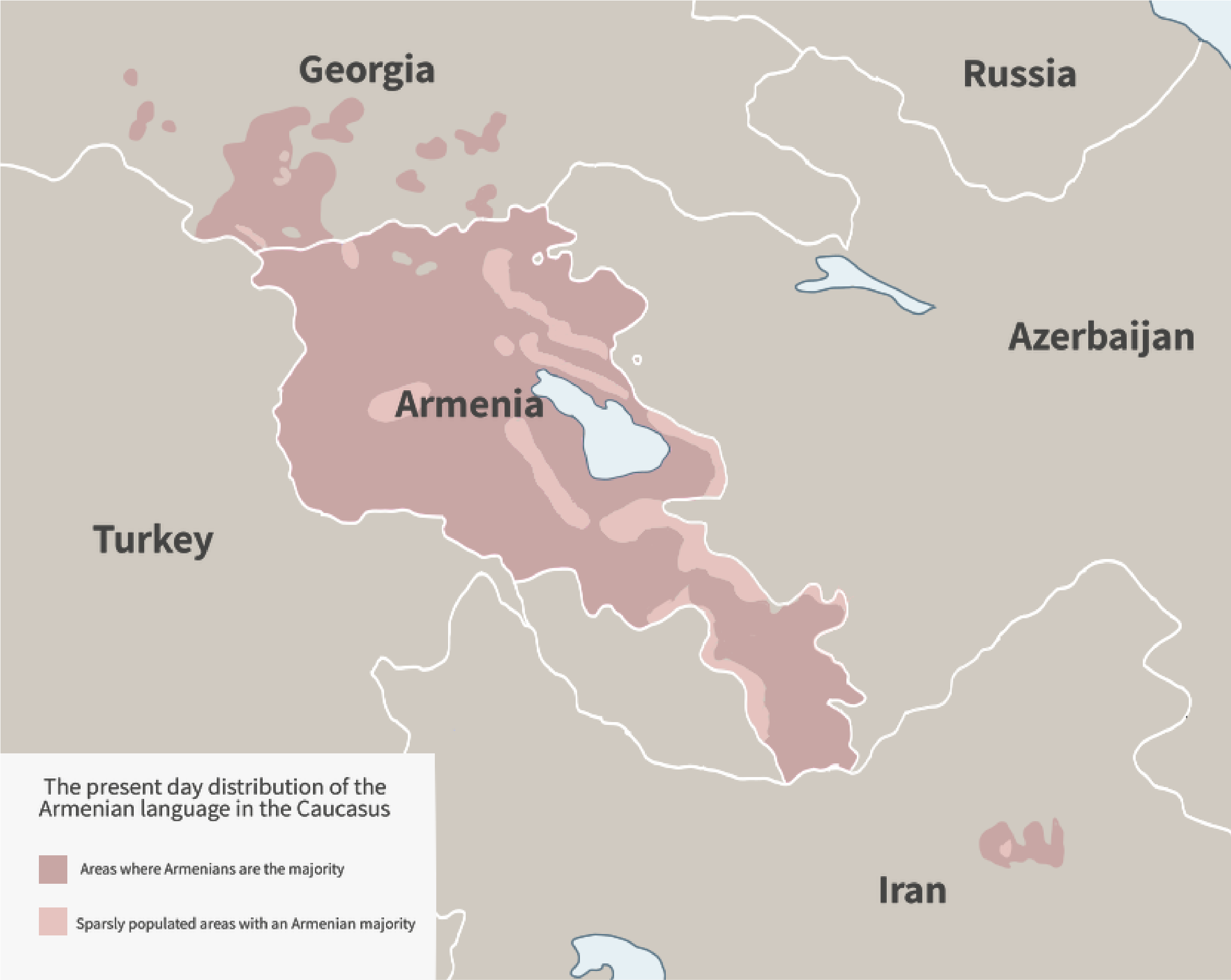
アルメニア共和国周辺におけるアルメニア語の分布

- 古典アルメニア語 - 中世アルメニア語（英語版） - 現代アルメニア語 (東アルメニア語、西アルメニア語)

アルメニア語のみで一語派として扱われる。かつてイラン系の言語であると考えられたほどイラン語群からの語彙の借用が多く、イラン系のみならずチュルク語族やコーカサス諸語から語彙の借用をはじめとして様々な影響を受けたと考えられている。現代口語は、東アルメニア語と、西アルメニア語に分類される。東アルメニア語はアルメニア共和国を含む旧ソ連圏に、西アルメニア語が世界に散在するアルメニア人におよそ対応している。
5世紀初頭に当時のアルメニア語が持つ音素に対応するアルメニア文字が考案された。ギリシアやシリアの影響から脱してアルメニア語で聖書を記す目的が背景にあり、ギリシア文字を主要なモデルとしているが、字形は大きく異なっている。11世紀ごろから文語と口語の音声の差異が目立つようになり、音と文字が対応していない状態となっていた。ソビエト連邦時代の1922年と1940年に正書法の改革が実施され、東アルメニア語では文字と音の対応関係が単純になった。
希求法が接続法に合流していて、直説法、命令法、接続法の3つの法がある。3つの時制があり、未完了過去と未完了未来が特異な発達をしている。古典アルメニア語でアオリストと完了形が融合して現代アルメニア語の完了(単純過去と未完了過去)が生じた結果、両者の時制の機能と語幹が含まれるようになった。名詞・形容詞は主格、体格、属格、与格、奪格、具格に格変化する。文法上の性はなく、人称代名詞も性の区別がない。ふつう動詞が語頭にくることはなく、定動詞後置を原則とするが、強調したい語を前におく一定の自由度がある。
形態や統辞法では印欧祖語に由来する要素が優勢である。一方で記録以前の時代に、アクセントが終わりから2番目の音節に固定したことが、母音の弱化と最終音節の消失をもたらしていて、音韻・語構造は独特である。
伝統的には屈折語に分類される。古い印欧語と比較すると、母音の長短の区別、文法性、双数がなくなっている。さらに屈折の型が一定化に進んでいる、格の融合現象が見られる、動詞の叙法・時制組織が大きく単純化されているなど多様な単純化が起こっている。岸田は現代アルメニア語の形態について膠着的な面が強まってとしている。
アルメニア語の研究を行った言語学者のアントワーヌ・メイエによる『史的言語学における比較の方法』によってアルメニア語の基数詞が大きく変化しながらも印欧祖語に由来するものだと立証されている。

## 系統の試み

### 分布と起源

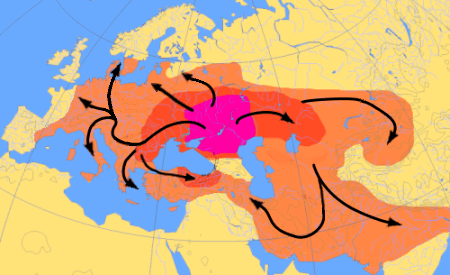
クルガン仮説に基づく印欧語族の拡散モデル

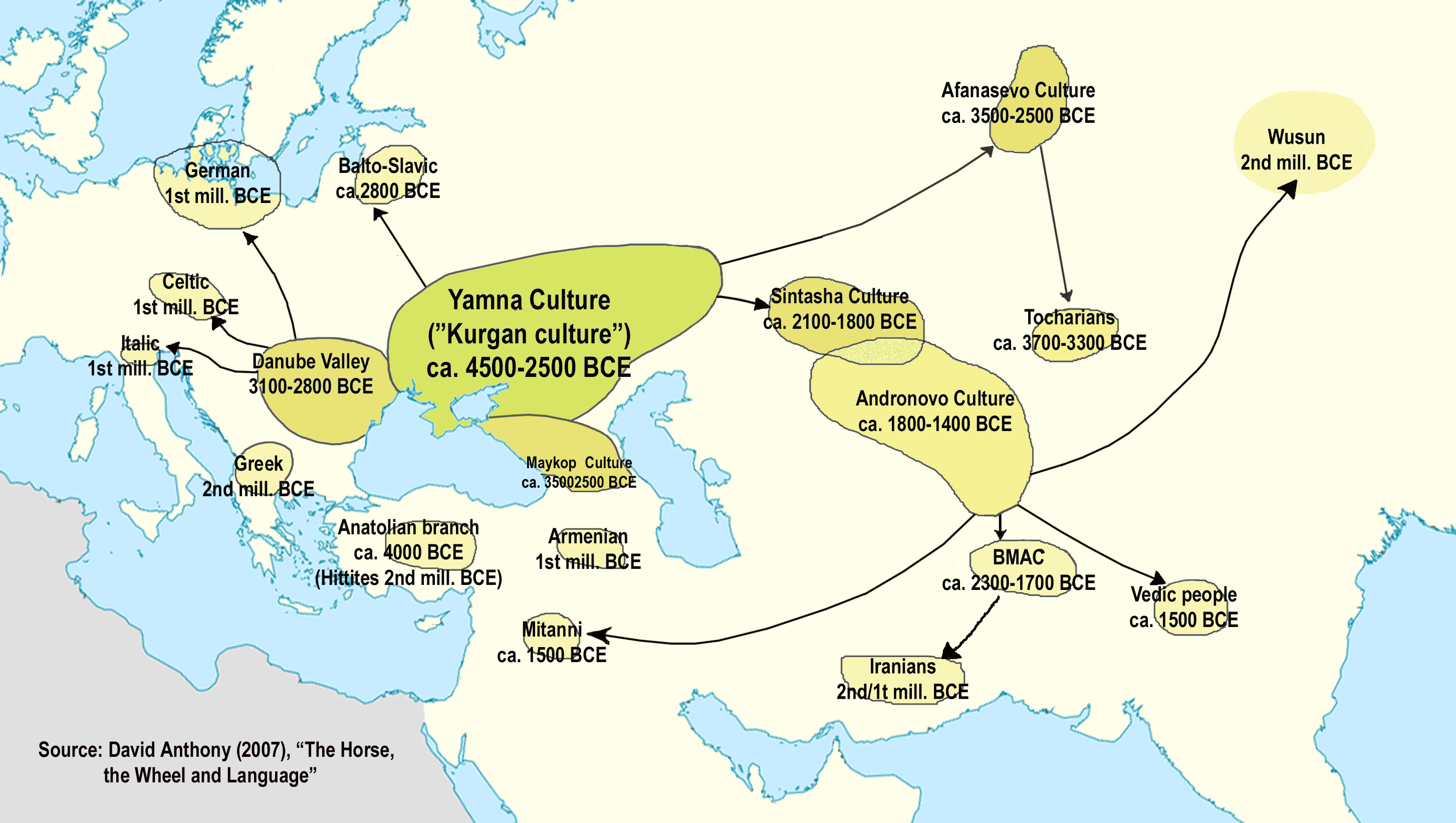
印欧語族の拡散と分化（図にいくつかミスがあるので注意。
①TohariansとWusunは逆
②AfanasevoとSintashtaのスペル）

印欧語族の拡散

所属は遺伝的関係によって決定され、すべてのメンバーが印欧祖語を共通の祖先に持つと推定される。インド・ヨーロッパ語族の下の語群・語派・分枝への所属を考えるときも遺伝は基準となるが、この場合にはインド・ヨーロッパ語族の他の語群から分化し共通の祖先を持つと考えられる言語内での共用イノベーションが定義の要素となる。たとえば、ゲルマン語派がインド・ヨーロッパ語族の分枝といえるのは、その構造と音韻論が、語派全体に適用できるルールの下で記述しうるためである。
インド・ヨーロッパ語族に属する諸言語の起源は印欧祖語であると考えられている。印欧祖語の分化と使用地域の拡散が始まったのは6,000年前とも8,000年前とも言われている。その祖地は5,000–6,000年前の黒海・カスピ海北方（現在のウクライナ）とするクルガン仮説と、8000–9500年前のアナトリア（現在のトルコ）とするアナトリア仮説があるが、言語的資料が増えた紀元前後の時代には、既にヨーロッパからアジアまで広く分布していた。

### 系統樹と年代
ニュージーランド・オークランド大学のラッセル・グレーとクェンティン・アトキンスン  (Russell D. Gray, Quentin D. Atkinson)の言語年代学的研究によれば、インド・ヨーロッパ祖語は約8700 (7800–9800) 年前にヒッタイト語につながる言語と、その他の諸語派につながる言語に分かれたという結果が出て、アナトリア仮説が支持された。
グレーとアトキンスンは、この語族の87言語の基本単語2,449語について、相互間に共通語源を持つものがどれほどあるかを調べ、言語間の近縁関係を数値化し、言語の系統樹を作成した。この系統樹によれば、まずヒッタイトの言語が登場、その後、7,000年前までにギリシャ語を含むグループ、アルメニア語を含むグループが分かれ、5,000年前までに英語、ドイツ語、フランス語などにつながるグループができたという。
Gray & Atkinson 2003による、系統樹と、祖語の年代を以下に示す。年代の単位はBP（年前）。( ) 内はブートストラップ値（グループの確実さ）で、不確実な分岐も図示されていることに注意。とくにいくつかのブートストラップ値は50未満という低い数字となっており、系統分岐の仕方そのものが正しくない可能性を示している。また、死語のほとんど（トカラ語派とヒッタイト語以外）と一部の現存言語グループ（ダルド語派、カーフィル語派）が解析対象となっていない。また、この方法では2つ以上の言語の融合（例：プロト・スラヴ語ないしプロト・バルト＝スラヴ語の、インド・イラン語派の諸言語の影響によるサテム語化）は正しく解析されない。そのため、ブートストラップ値次第では語派の祖語の年代は図の年代よりさらに古くも新しくもなりうる。
|           | ケルト語派(100)2,900                                                                |
|           |                                                                                     |
| (46)5,500 | \| \| イタリック語派(100)1,700 \| \| \| \| \| \| ゲルマン語派(100)1,750 \| \| \| \| |
|           | \| \| イタリック語派(100)1,700 \| \| \| \| \| \| ゲルマン語派(100)1,750 \| \| \| \| |
|           | イタリック語派(100)1,700                                                            |
|           |                                                                                     |
|           | ゲルマン語派(100)1,750                                                              |
|           |                                                                                     |

|  | イタリック語派(100)1,700 |
|  |                          |
|  | ゲルマン語派(100)1,750   |
|  |                          |

|  | バルト語派(100)      |
|  |                      |
|  | スラヴ語派(100)1,300 |
|  |                      |

|           | ケルト語派(100)2,900                                                                |
|           |                                                                                     |
| (46)5,500 | \| \| イタリック語派(100)1,700 \| \| \| \| \| \| ゲルマン語派(100)1,750 \| \| \| \| |
|           | \| \| イタリック語派(100)1,700 \| \| \| \| \| \| ゲルマン語派(100)1,750 \| \| \| \| |
|           | イタリック語派(100)1,700                                                            |
|           |                                                                                     |
|           | ゲルマン語派(100)1,750                                                              |
|           |                                                                                     |

|  | イタリック語派(100)1,700 |
|  |                          |
|  | ゲルマン語派(100)1,750   |
|  |                          |

|  | バルト語派(100)      |
|  |                      |
|  | スラヴ語派(100)1,300 |
|  |                      |

| インド・イラン語派(100)4,600 | \| \| インド語派(100)2,900 \| \| \| \| \| \| イラン語派(100)2,500 \| \| \| \| |
|                              | \| \| インド語派(100)2,900 \| \| \| \| \| \| イラン語派(100)2,500 \| \| \| \| |
|                              | アルバニア語(100)600                                                          |
|                              |                                                                               |
|                              | インド語派(100)2,900                                                          |
|                              |                                                                               |
|                              | イラン語派(100)2,500                                                          |
|                              |                                                                               |

|  | インド語派(100)2,900 |
|  |                      |
|  | イラン語派(100)2,500 |
|  |                      |

|           | ケルト語派(100)2,900                                                                |
|           |                                                                                     |
| (46)5,500 | \| \| イタリック語派(100)1,700 \| \| \| \| \| \| ゲルマン語派(100)1,750 \| \| \| \| |
|           | \| \| イタリック語派(100)1,700 \| \| \| \| \| \| ゲルマン語派(100)1,750 \| \| \| \| |
|           | イタリック語派(100)1,700                                                            |
|           |                                                                                     |
|           | ゲルマン語派(100)1,750                                                              |
|           |                                                                                     |

|  | イタリック語派(100)1,700 |
|  |                          |
|  | ゲルマン語派(100)1,750   |
|  |                          |

|  | バルト語派(100)      |
|  |                      |
|  | スラヴ語派(100)1,300 |
|  |                      |

|           | ケルト語派(100)2,900                                                                |
|           |                                                                                     |
| (46)5,500 | \| \| イタリック語派(100)1,700 \| \| \| \| \| \| ゲルマン語派(100)1,750 \| \| \| \| |
|           | \| \| イタリック語派(100)1,700 \| \| \| \| \| \| ゲルマン語派(100)1,750 \| \| \| \| |
|           | イタリック語派(100)1,700                                                            |
|           |                                                                                     |
|           | ゲルマン語派(100)1,750                                                              |
|           |                                                                                     |

|  | イタリック語派(100)1,700 |
|  |                          |
|  | ゲルマン語派(100)1,750   |
|  |                          |

|  | バルト語派(100)      |
|  |                      |
|  | スラヴ語派(100)1,300 |
|  |                      |

| インド・イラン語派(100)4,600 | \| \| インド語派(100)2,900 \| \| \| \| \| \| イラン語派(100)2,500 \| \| \| \| |
|                              | \| \| インド語派(100)2,900 \| \| \| \| \| \| イラン語派(100)2,500 \| \| \| \| |
|                              | アルバニア語(100)600                                                          |
|                              |                                                                               |
|                              | インド語派(100)2,900                                                          |
|                              |                                                                               |
|                              | イラン語派(100)2,500                                                          |
|                              |                                                                               |

|  | インド語派(100)2,900 |
|  |                      |
|  | イラン語派(100)2,500 |
|  |                      |

|  | ギリシャ語(100)800 |
|  |                    |
|  | アルメニア語(100)  |
|  |                    |

|           | ケルト語派(100)2,900                                                                |
|           |                                                                                     |
| (46)5,500 | \| \| イタリック語派(100)1,700 \| \| \| \| \| \| ゲルマン語派(100)1,750 \| \| \| \| |
|           | \| \| イタリック語派(100)1,700 \| \| \| \| \| \| ゲルマン語派(100)1,750 \| \| \| \| |
|           | イタリック語派(100)1,700                                                            |
|           |                                                                                     |
|           | ゲルマン語派(100)1,750                                                              |
|           |                                                                                     |

|  | イタリック語派(100)1,700 |
|  |                          |
|  | ゲルマン語派(100)1,750   |
|  |                          |

|  | バルト語派(100)      |
|  |                      |
|  | スラヴ語派(100)1,300 |
|  |                      |

|           | ケルト語派(100)2,900                                                                |
|           |                                                                                     |
| (46)5,500 | \| \| イタリック語派(100)1,700 \| \| \| \| \| \| ゲルマン語派(100)1,750 \| \| \| \| |
|           | \| \| イタリック語派(100)1,700 \| \| \| \| \| \| ゲルマン語派(100)1,750 \| \| \| \| |
|           | イタリック語派(100)1,700                                                            |
|           |                                                                                     |
|           | ゲルマン語派(100)1,750                                                              |
|           |                                                                                     |

|  | イタリック語派(100)1,700 |
|  |                          |
|  | ゲルマン語派(100)1,750   |
|  |                          |

|  | バルト語派(100)      |
|  |                      |
|  | スラヴ語派(100)1,300 |
|  |                      |

| インド・イラン語派(100)4,600 | \| \| インド語派(100)2,900 \| \| \| \| \| \| イラン語派(100)2,500 \| \| \| \| |
|                              | \| \| インド語派(100)2,900 \| \| \| \| \| \| イラン語派(100)2,500 \| \| \| \| |
|                              | アルバニア語(100)600                                                          |
|                              |                                                                               |
|                              | インド語派(100)2,900                                                          |
|                              |                                                                               |
|                              | イラン語派(100)2,500                                                          |
|                              |                                                                               |

|  | インド語派(100)2,900 |
|  |                      |
|  | イラン語派(100)2,500 |
|  |                      |

|           | ケルト語派(100)2,900                                                                |
|           |                                                                                     |
| (46)5,500 | \| \| イタリック語派(100)1,700 \| \| \| \| \| \| ゲルマン語派(100)1,750 \| \| \| \| |
|           | \| \| イタリック語派(100)1,700 \| \| \| \| \| \| ゲルマン語派(100)1,750 \| \| \| \| |
|           | イタリック語派(100)1,700                                                            |
|           |                                                                                     |
|           | ゲルマン語派(100)1,750                                                              |
|           |                                                                                     |

|  | イタリック語派(100)1,700 |
|  |                          |
|  | ゲルマン語派(100)1,750   |
|  |                          |

|  | バルト語派(100)      |
|  |                      |
|  | スラヴ語派(100)1,300 |
|  |                      |

|           | ケルト語派(100)2,900                                                                |
|           |                                                                                     |
| (46)5,500 | \| \| イタリック語派(100)1,700 \| \| \| \| \| \| ゲルマン語派(100)1,750 \| \| \| \| |
|           | \| \| イタリック語派(100)1,700 \| \| \| \| \| \| ゲルマン語派(100)1,750 \| \| \| \| |
|           | イタリック語派(100)1,700                                                            |
|           |                                                                                     |
|           | ゲルマン語派(100)1,750                                                              |
|           |                                                                                     |

|  | イタリック語派(100)1,700 |
|  |                          |
|  | ゲルマン語派(100)1,750   |
|  |                          |

|  | バルト語派(100)      |
|  |                      |
|  | スラヴ語派(100)1,300 |
|  |                      |

| インド・イラン語派(100)4,600 | \| \| インド語派(100)2,900 \| \| \| \| \| \| イラン語派(100)2,500 \| \| \| \| |
|                              | \| \| インド語派(100)2,900 \| \| \| \| \| \| イラン語派(100)2,500 \| \| \| \| |
|                              | アルバニア語(100)600                                                          |
|                              |                                                                               |
|                              | インド語派(100)2,900                                                          |
|                              |                                                                               |
|                              | イラン語派(100)2,500                                                          |
|                              |                                                                               |

|  | インド語派(100)2,900 |
|  |                      |
|  | イラン語派(100)2,500 |
|  |                      |

|  | ギリシャ語(100)800 |
|  |                    |
|  | アルメニア語(100)  |
|  |                    |

|           | ケルト語派(100)2,900                                                                |
|           |                                                                                     |
| (46)5,500 | \| \| イタリック語派(100)1,700 \| \| \| \| \| \| ゲルマン語派(100)1,750 \| \| \| \| |
|           | \| \| イタリック語派(100)1,700 \| \| \| \| \| \| ゲルマン語派(100)1,750 \| \| \| \| |
|           | イタリック語派(100)1,700                                                            |
|           |                                                                                     |
|           | ゲルマン語派(100)1,750                                                              |
|           |                                                                                     |

|  | イタリック語派(100)1,700 |
|  |                          |
|  | ゲルマン語派(100)1,750   |
|  |                          |

|  | バルト語派(100)      |
|  |                      |
|  | スラヴ語派(100)1,300 |
|  |                      |

|           | ケルト語派(100)2,900                                                                |
|           |                                                                                     |
| (46)5,500 | \| \| イタリック語派(100)1,700 \| \| \| \| \| \| ゲルマン語派(100)1,750 \| \| \| \| |
|           | \| \| イタリック語派(100)1,700 \| \| \| \| \| \| ゲルマン語派(100)1,750 \| \| \| \| |
|           | イタリック語派(100)1,700                                                            |
|           |                                                                                     |
|           | ゲルマン語派(100)1,750                                                              |
|           |                                                                                     |

|  | イタリック語派(100)1,700 |
|  |                          |
|  | ゲルマン語派(100)1,750   |
|  |                          |

|  | バルト語派(100)      |
|  |                      |
|  | スラヴ語派(100)1,300 |
|  |                      |

| インド・イラン語派(100)4,600 | \| \| インド語派(100)2,900 \| \| \| \| \| \| イラン語派(100)2,500 \| \| \| \| |
|                              | \| \| インド語派(100)2,900 \| \| \| \| \| \| イラン語派(100)2,500 \| \| \| \| |
|                              | アルバニア語(100)600                                                          |
|                              |                                                                               |
|                              | インド語派(100)2,900                                                          |
|                              |                                                                               |
|                              | イラン語派(100)2,500                                                          |
|                              |                                                                               |

|  | インド語派(100)2,900 |
|  |                      |
|  | イラン語派(100)2,500 |
|  |                      |

|           | ケルト語派(100)2,900                                                                |
|           |                                                                                     |
| (46)5,500 | \| \| イタリック語派(100)1,700 \| \| \| \| \| \| ゲルマン語派(100)1,750 \| \| \| \| |
|           | \| \| イタリック語派(100)1,700 \| \| \| \| \| \| ゲルマン語派(100)1,750 \| \| \| \| |
|           | イタリック語派(100)1,700                                                            |
|           |                                                                                     |
|           | ゲルマン語派(100)1,750                                                              |
|           |                                                                                     |

|  | イタリック語派(100)1,700 |
|  |                          |
|  | ゲルマン語派(100)1,750   |
|  |                          |

|  | バルト語派(100)      |
|  |                      |
|  | スラヴ語派(100)1,300 |
|  |                      |

|           | ケルト語派(100)2,900                                                                |
|           |                                                                                     |
| (46)5,500 | \| \| イタリック語派(100)1,700 \| \| \| \| \| \| ゲルマン語派(100)1,750 \| \| \| \| |
|           | \| \| イタリック語派(100)1,700 \| \| \| \| \| \| ゲルマン語派(100)1,750 \| \| \| \| |
|           | イタリック語派(100)1,700                                                            |
|           |                                                                                     |
|           | ゲルマン語派(100)1,750                                                              |
|           |                                                                                     |

|  | イタリック語派(100)1,700 |
|  |                          |
|  | ゲルマン語派(100)1,750   |
|  |                          |

|  | バルト語派(100)      |
|  |                      |
|  | スラヴ語派(100)1,300 |
|  |                      |

| インド・イラン語派(100)4,600 | \| \| インド語派(100)2,900 \| \| \| \| \| \| イラン語派(100)2,500 \| \| \| \| |
|                              | \| \| インド語派(100)2,900 \| \| \| \| \| \| イラン語派(100)2,500 \| \| \| \| |
|                              | アルバニア語(100)600                                                          |
|                              |                                                                               |
|                              | インド語派(100)2,900                                                          |
|                              |                                                                               |
|                              | イラン語派(100)2,500                                                          |
|                              |                                                                               |

|  | インド語派(100)2,900 |
|  |                      |
|  | イラン語派(100)2,500 |
|  |                      |

|  | ギリシャ語(100)800 |
|  |                    |
|  | アルメニア語(100)  |
|  |                    |

|           | ケルト語派(100)2,900                                                                |
|           |                                                                                     |
| (46)5,500 | \| \| イタリック語派(100)1,700 \| \| \| \| \| \| ゲルマン語派(100)1,750 \| \| \| \| |
|           | \| \| イタリック語派(100)1,700 \| \| \| \| \| \| ゲルマン語派(100)1,750 \| \| \| \| |
|           | イタリック語派(100)1,700                                                            |
|           |                                                                                     |
|           | ゲルマン語派(100)1,750                                                              |
|           |                                                                                     |

|  | イタリック語派(100)1,700 |
|  |                          |
|  | ゲルマン語派(100)1,750   |
|  |                          |

|  | バルト語派(100)      |
|  |                      |
|  | スラヴ語派(100)1,300 |
|  |                      |

|           | ケルト語派(100)2,900                                                                |
|           |                                                                                     |
| (46)5,500 | \| \| イタリック語派(100)1,700 \| \| \| \| \| \| ゲルマン語派(100)1,750 \| \| \| \| |
|           | \| \| イタリック語派(100)1,700 \| \| \| \| \| \| ゲルマン語派(100)1,750 \| \| \| \| |
|           | イタリック語派(100)1,700                                                            |
|           |                                                                                     |
|           | ゲルマン語派(100)1,750                                                              |
|           |                                                                                     |

|  | イタリック語派(100)1,700 |
|  |                          |
|  | ゲルマン語派(100)1,750   |
|  |                          |

|  | バルト語派(100)      |
|  |                      |
|  | スラヴ語派(100)1,300 |
|  |                      |

| インド・イラン語派(100)4,600 | \| \| インド語派(100)2,900 \| \| \| \| \| \| イラン語派(100)2,500 \| \| \| \| |
|                              | \| \| インド語派(100)2,900 \| \| \| \| \| \| イラン語派(100)2,500 \| \| \| \| |
|                              | アルバニア語(100)600                                                          |
|                              |                                                                               |
|                              | インド語派(100)2,900                                                          |
|                              |                                                                               |
|                              | イラン語派(100)2,500                                                          |
|                              |                                                                               |

|  | インド語派(100)2,900 |
|  |                      |
|  | イラン語派(100)2,500 |
|  |                      |

|           | ケルト語派(100)2,900                                                                |
|           |                                                                                     |
| (46)5,500 | \| \| イタリック語派(100)1,700 \| \| \| \| \| \| ゲルマン語派(100)1,750 \| \| \| \| |
|           | \| \| イタリック語派(100)1,700 \| \| \| \| \| \| ゲルマン語派(100)1,750 \| \| \| \| |
|           | イタリック語派(100)1,700                                                            |
|           |                                                                                     |
|           | ゲルマン語派(100)1,750                                                              |
|           |                                                                                     |

|  | イタリック語派(100)1,700 |
|  |                          |
|  | ゲルマン語派(100)1,750   |
|  |                          |

|  | バルト語派(100)      |
|  |                      |
|  | スラヴ語派(100)1,300 |
|  |                      |

|           | ケルト語派(100)2,900                                                                |
|           |                                                                                     |
| (46)5,500 | \| \| イタリック語派(100)1,700 \| \| \| \| \| \| ゲルマン語派(100)1,750 \| \| \| \| |
|           | \| \| イタリック語派(100)1,700 \| \| \| \| \| \| ゲルマン語派(100)1,750 \| \| \| \| |
|           | イタリック語派(100)1,700                                                            |
|           |                                                                                     |
|           | ゲルマン語派(100)1,750                                                              |
|           |                                                                                     |

|  | イタリック語派(100)1,700 |
|  |                          |
|  | ゲルマン語派(100)1,750   |
|  |                          |

|  | バルト語派(100)      |
|  |                      |
|  | スラヴ語派(100)1,300 |
|  |                      |

| インド・イラン語派(100)4,600 | \| \| インド語派(100)2,900 \| \| \| \| \| \| イラン語派(100)2,500 \| \| \| \| |
|                              | \| \| インド語派(100)2,900 \| \| \| \| \| \| イラン語派(100)2,500 \| \| \| \| |
|                              | アルバニア語(100)600                                                          |
|                              |                                                                               |
|                              | インド語派(100)2,900                                                          |
|                              |                                                                               |
|                              | イラン語派(100)2,500                                                          |
|                              |                                                                               |

|  | インド語派(100)2,900 |
|  |                      |
|  | イラン語派(100)2,500 |
|  |                      |

|  | ギリシャ語(100)800 |
|  |                    |
|  | アルメニア語(100)  |
|  |                    |

|           | ケルト語派(100)2,900                                                                |
|           |                                                                                     |
| (46)5,500 | \| \| イタリック語派(100)1,700 \| \| \| \| \| \| ゲルマン語派(100)1,750 \| \| \| \| |
|           | \| \| イタリック語派(100)1,700 \| \| \| \| \| \| ゲルマン語派(100)1,750 \| \| \| \| |
|           | イタリック語派(100)1,700                                                            |
|           |                                                                                     |
|           | ゲルマン語派(100)1,750                                                              |
|           |                                                                                     |

|  | イタリック語派(100)1,700 |
|  |                          |
|  | ゲルマン語派(100)1,750   |
|  |                          |

|  | バルト語派(100)      |
|  |                      |
|  | スラヴ語派(100)1,300 |
|  |                      |

|           | ケルト語派(100)2,900                                                                |
|           |                                                                                     |
| (46)5,500 | \| \| イタリック語派(100)1,700 \| \| \| \| \| \| ゲルマン語派(100)1,750 \| \| \| \| |
|           | \| \| イタリック語派(100)1,700 \| \| \| \| \| \| ゲルマン語派(100)1,750 \| \| \| \| |
|           | イタリック語派(100)1,700                                                            |
|           |                                                                                     |
|           | ゲルマン語派(100)1,750                                                              |
|           |                                                                                     |

|  | イタリック語派(100)1,700 |
|  |                          |
|  | ゲルマン語派(100)1,750   |
|  |                          |

|  | バルト語派(100)      |
|  |                      |
|  | スラヴ語派(100)1,300 |
|  |                      |

| インド・イラン語派(100)4,600 | \| \| インド語派(100)2,900 \| \| \| \| \| \| イラン語派(100)2,500 \| \| \| \| |
|                              | \| \| インド語派(100)2,900 \| \| \| \| \| \| イラン語派(100)2,500 \| \| \| \| |
|                              | アルバニア語(100)600                                                          |
|                              |                                                                               |
|                              | インド語派(100)2,900                                                          |
|                              |                                                                               |
|                              | イラン語派(100)2,500                                                          |
|                              |                                                                               |

|  | インド語派(100)2,900 |
|  |                      |
|  | イラン語派(100)2,500 |
|  |                      |

|           | ケルト語派(100)2,900                                                                |
|           |                                                                                     |
| (46)5,500 | \| \| イタリック語派(100)1,700 \| \| \| \| \| \| ゲルマン語派(100)1,750 \| \| \| \| |
|           | \| \| イタリック語派(100)1,700 \| \| \| \| \| \| ゲルマン語派(100)1,750 \| \| \| \| |
|           | イタリック語派(100)1,700                                                            |
|           |                                                                                     |
|           | ゲルマン語派(100)1,750                                                              |
|           |                                                                                     |

|  | イタリック語派(100)1,700 |
|  |                          |
|  | ゲルマン語派(100)1,750   |
|  |                          |

|  | バルト語派(100)      |
|  |                      |
|  | スラヴ語派(100)1,300 |
|  |                      |

|           | ケルト語派(100)2,900                                                                |
|           |                                                                                     |
| (46)5,500 | \| \| イタリック語派(100)1,700 \| \| \| \| \| \| ゲルマン語派(100)1,750 \| \| \| \| |
|           | \| \| イタリック語派(100)1,700 \| \| \| \| \| \| ゲルマン語派(100)1,750 \| \| \| \| |
|           | イタリック語派(100)1,700                                                            |
|           |                                                                                     |
|           | ゲルマン語派(100)1,750                                                              |
|           |                                                                                     |

|  | イタリック語派(100)1,700 |
|  |                          |
|  | ゲルマン語派(100)1,750   |
|  |                          |

|  | バルト語派(100)      |
|  |                      |
|  | スラヴ語派(100)1,300 |
|  |                      |

| インド・イラン語派(100)4,600 | \| \| インド語派(100)2,900 \| \| \| \| \| \| イラン語派(100)2,500 \| \| \| \| |
|                              | \| \| インド語派(100)2,900 \| \| \| \| \| \| イラン語派(100)2,500 \| \| \| \| |
|                              | アルバニア語(100)600                                                          |
|                              |                                                                               |
|                              | インド語派(100)2,900                                                          |
|                              |                                                                               |
|                              | イラン語派(100)2,500                                                          |
|                              |                                                                               |

|  | インド語派(100)2,900 |
|  |                      |
|  | イラン語派(100)2,500 |
|  |                      |

|  | ギリシャ語(100)800 |
|  |                    |
|  | アルメニア語(100)  |
|  |                    |

|           | ケルト語派(100)2,900                                                                |
|           |                                                                                     |
| (46)5,500 | \| \| イタリック語派(100)1,700 \| \| \| \| \| \| ゲルマン語派(100)1,750 \| \| \| \| |
|           | \| \| イタリック語派(100)1,700 \| \| \| \| \| \| ゲルマン語派(100)1,750 \| \| \| \| |
|           | イタリック語派(100)1,700                                                            |
|           |                                                                                     |
|           | ゲルマン語派(100)1,750                                                              |
|           |                                                                                     |

|  | イタリック語派(100)1,700 |
|  |                          |
|  | ゲルマン語派(100)1,750   |
|  |                          |

|  | バルト語派(100)      |
|  |                      |
|  | スラヴ語派(100)1,300 |
|  |                      |

|           | ケルト語派(100)2,900                                                                |
|           |                                                                                     |
| (46)5,500 | \| \| イタリック語派(100)1,700 \| \| \| \| \| \| ゲルマン語派(100)1,750 \| \| \| \| |
|           | \| \| イタリック語派(100)1,700 \| \| \| \| \| \| ゲルマン語派(100)1,750 \| \| \| \| |
|           | イタリック語派(100)1,700                                                            |
|           |                                                                                     |
|           | ゲルマン語派(100)1,750                                                              |
|           |                                                                                     |

|  | イタリック語派(100)1,700 |
|  |                          |
|  | ゲルマン語派(100)1,750   |
|  |                          |

|  | バルト語派(100)      |
|  |                      |
|  | スラヴ語派(100)1,300 |
|  |                      |

| インド・イラン語派(100)4,600 | \| \| インド語派(100)2,900 \| \| \| \| \| \| イラン語派(100)2,500 \| \| \| \| |
|                              | \| \| インド語派(100)2,900 \| \| \| \| \| \| イラン語派(100)2,500 \| \| \| \| |
|                              | アルバニア語(100)600                                                          |
|                              |                                                                               |
|                              | インド語派(100)2,900                                                          |
|                              |                                                                               |
|                              | イラン語派(100)2,500                                                          |
|                              |                                                                               |

|  | インド語派(100)2,900 |
|  |                      |
|  | イラン語派(100)2,500 |
|  |                      |

|           | ケルト語派(100)2,900                                                                |
|           |                                                                                     |
| (46)5,500 | \| \| イタリック語派(100)1,700 \| \| \| \| \| \| ゲルマン語派(100)1,750 \| \| \| \| |
|           | \| \| イタリック語派(100)1,700 \| \| \| \| \| \| ゲルマン語派(100)1,750 \| \| \| \| |
|           | イタリック語派(100)1,700                                                            |
|           |                                                                                     |
|           | ゲルマン語派(100)1,750                                                              |
|           |                                                                                     |

|  | イタリック語派(100)1,700 |
|  |                          |
|  | ゲルマン語派(100)1,750   |
|  |                          |

|  | バルト語派(100)      |
|  |                      |
|  | スラヴ語派(100)1,300 |
|  |                      |

|           | ケルト語派(100)2,900                                                                |
|           |                                                                                     |
| (46)5,500 | \| \| イタリック語派(100)1,700 \| \| \| \| \| \| ゲルマン語派(100)1,750 \| \| \| \| |
|           | \| \| イタリック語派(100)1,700 \| \| \| \| \| \| ゲルマン語派(100)1,750 \| \| \| \| |
|           | イタリック語派(100)1,700                                                            |
|           |                                                                                     |
|           | ゲルマン語派(100)1,750                                                              |
|           |                                                                                     |

|  | イタリック語派(100)1,700 |
|  |                          |
|  | ゲルマン語派(100)1,750   |
|  |                          |

|  | バルト語派(100)      |
|  |                      |
|  | スラヴ語派(100)1,300 |
|  |                      |

| インド・イラン語派(100)4,600 | \| \| インド語派(100)2,900 \| \| \| \| \| \| イラン語派(100)2,500 \| \| \| \| |
|                              | \| \| インド語派(100)2,900 \| \| \| \| \| \| イラン語派(100)2,500 \| \| \| \| |
|                              | アルバニア語(100)600                                                          |
|                              |                                                                               |
|                              | インド語派(100)2,900                                                          |
|                              |                                                                               |
|                              | イラン語派(100)2,500                                                          |
|                              |                                                                               |

|  | インド語派(100)2,900 |
|  |                      |
|  | イラン語派(100)2,500 |
|  |                      |

|  | ギリシャ語(100)800 |
|  |                    |
|  | アルメニア語(100)  |
|  |                    |

|           | ケルト語派(100)2,900                                                                |
|           |                                                                                     |
| (46)5,500 | \| \| イタリック語派(100)1,700 \| \| \| \| \| \| ゲルマン語派(100)1,750 \| \| \| \| |
|           | \| \| イタリック語派(100)1,700 \| \| \| \| \| \| ゲルマン語派(100)1,750 \| \| \| \| |
|           | イタリック語派(100)1,700                                                            |
|           |                                                                                     |
|           | ゲルマン語派(100)1,750                                                              |
|           |                                                                                     |

|  | イタリック語派(100)1,700 |
|  |                          |
|  | ゲルマン語派(100)1,750   |
|  |                          |

|  | バルト語派(100)      |
|  |                      |
|  | スラヴ語派(100)1,300 |
|  |                      |

|           | ケルト語派(100)2,900                                                                |
|           |                                                                                     |
| (46)5,500 | \| \| イタリック語派(100)1,700 \| \| \| \| \| \| ゲルマン語派(100)1,750 \| \| \| \| |
|           | \| \| イタリック語派(100)1,700 \| \| \| \| \| \| ゲルマン語派(100)1,750 \| \| \| \| |
|           | イタリック語派(100)1,700                                                            |
|           |                                                                                     |
|           | ゲルマン語派(100)1,750                                                              |
|           |                                                                                     |

|  | イタリック語派(100)1,700 |
|  |                          |
|  | ゲルマン語派(100)1,750   |
|  |                          |

|  | バルト語派(100)      |
|  |                      |
|  | スラヴ語派(100)1,300 |
|  |                      |

| インド・イラン語派(100)4,600 | \| \| インド語派(100)2,900 \| \| \| \| \| \| イラン語派(100)2,500 \| \| \| \| |
|                              | \| \| インド語派(100)2,900 \| \| \| \| \| \| イラン語派(100)2,500 \| \| \| \| |
|                              | アルバニア語(100)600                                                          |
|                              |                                                                               |
|                              | インド語派(100)2,900                                                          |
|                              |                                                                               |
|                              | イラン語派(100)2,500                                                          |
|                              |                                                                               |

|  | インド語派(100)2,900 |
|  |                      |
|  | イラン語派(100)2,500 |
|  |                      |

|           | ケルト語派(100)2,900                                                                |
|           |                                                                                     |
| (46)5,500 | \| \| イタリック語派(100)1,700 \| \| \| \| \| \| ゲルマン語派(100)1,750 \| \| \| \| |
|           | \| \| イタリック語派(100)1,700 \| \| \| \| \| \| ゲルマン語派(100)1,750 \| \| \| \| |
|           | イタリック語派(100)1,700                                                            |
|           |                                                                                     |
|           | ゲルマン語派(100)1,750                                                              |
|           |                                                                                     |

|  | イタリック語派(100)1,700 |
|  |                          |
|  | ゲルマン語派(100)1,750   |
|  |                          |

|  | バルト語派(100)      |
|  |                      |
|  | スラヴ語派(100)1,300 |
|  |                      |

|           | ケルト語派(100)2,900                                                                |
|           |                                                                                     |
| (46)5,500 | \| \| イタリック語派(100)1,700 \| \| \| \| \| \| ゲルマン語派(100)1,750 \| \| \| \| |
|           | \| \| イタリック語派(100)1,700 \| \| \| \| \| \| ゲルマン語派(100)1,750 \| \| \| \| |
|           | イタリック語派(100)1,700                                                            |
|           |                                                                                     |
|           | ゲルマン語派(100)1,750                                                              |
|           |                                                                                     |

|  | イタリック語派(100)1,700 |
|  |                          |
|  | ゲルマン語派(100)1,750   |
|  |                          |

|  | バルト語派(100)      |
|  |                      |
|  | スラヴ語派(100)1,300 |
|  |                      |

| インド・イラン語派(100)4,600 | \| \| インド語派(100)2,900 \| \| \| \| \| \| イラン語派(100)2,500 \| \| \| \| |
|                              | \| \| インド語派(100)2,900 \| \| \| \| \| \| イラン語派(100)2,500 \| \| \| \| |
|                              | アルバニア語(100)600                                                          |
|                              |                                                                               |
|                              | インド語派(100)2,900                                                          |
|                              |                                                                               |
|                              | イラン語派(100)2,500                                                          |
|                              |                                                                               |

|  | インド語派(100)2,900 |
|  |                      |
|  | イラン語派(100)2,500 |
|  |                      |

|  | ギリシャ語(100)800 |
|  |                    |
|  | アルメニア語(100)  |
|  |                    |

|           | ケルト語派(100)2,900                                                                |
|           |                                                                                     |
| (46)5,500 | \| \| イタリック語派(100)1,700 \| \| \| \| \| \| ゲルマン語派(100)1,750 \| \| \| \| |
|           | \| \| イタリック語派(100)1,700 \| \| \| \| \| \| ゲルマン語派(100)1,750 \| \| \| \| |
|           | イタリック語派(100)1,700                                                            |
|           |                                                                                     |
|           | ゲルマン語派(100)1,750                                                              |
|           |                                                                                     |

|  | イタリック語派(100)1,700 |
|  |                          |
|  | ゲルマン語派(100)1,750   |
|  |                          |

|  | バルト語派(100)      |
|  |                      |
|  | スラヴ語派(100)1,300 |
|  |                      |

|           | ケルト語派(100)2,900                                                                |
|           |                                                                                     |
| (46)5,500 | \| \| イタリック語派(100)1,700 \| \| \| \| \| \| ゲルマン語派(100)1,750 \| \| \| \| |
|           | \| \| イタリック語派(100)1,700 \| \| \| \| \| \| ゲルマン語派(100)1,750 \| \| \| \| |
|           | イタリック語派(100)1,700                                                            |
|           |                                                                                     |
|           | ゲルマン語派(100)1,750                                                              |
|           |                                                                                     |

|  | イタリック語派(100)1,700 |
|  |                          |
|  | ゲルマン語派(100)1,750   |
|  |                          |

|  | バルト語派(100)      |
|  |                      |
|  | スラヴ語派(100)1,300 |
|  |                      |

| インド・イラン語派(100)4,600 | \| \| インド語派(100)2,900 \| \| \| \| \| \| イラン語派(100)2,500 \| \| \| \| |
|                              | \| \| インド語派(100)2,900 \| \| \| \| \| \| イラン語派(100)2,500 \| \| \| \| |
|                              | アルバニア語(100)600                                                          |
|                              |                                                                               |
|                              | インド語派(100)2,900                                                          |
|                              |                                                                               |
|                              | イラン語派(100)2,500                                                          |
|                              |                                                                               |

|  | インド語派(100)2,900 |
|  |                      |
|  | イラン語派(100)2,500 |
|  |                      |

|           | ケルト語派(100)2,900                                                                |
|           |                                                                                     |
| (46)5,500 | \| \| イタリック語派(100)1,700 \| \| \| \| \| \| ゲルマン語派(100)1,750 \| \| \| \| |
|           | \| \| イタリック語派(100)1,700 \| \| \| \| \| \| ゲルマン語派(100)1,750 \| \| \| \| |
|           | イタリック語派(100)1,700                                                            |
|           |                                                                                     |
|           | ゲルマン語派(100)1,750                                                              |
|           |                                                                                     |

|  | イタリック語派(100)1,700 |
|  |                          |
|  | ゲルマン語派(100)1,750   |
|  |                          |

|  | バルト語派(100)      |
|  |                      |
|  | スラヴ語派(100)1,300 |
|  |                      |

|           | ケルト語派(100)2,900                                                                |
|           |                                                                                     |
| (46)5,500 | \| \| イタリック語派(100)1,700 \| \| \| \| \| \| ゲルマン語派(100)1,750 \| \| \| \| |
|           | \| \| イタリック語派(100)1,700 \| \| \| \| \| \| ゲルマン語派(100)1,750 \| \| \| \| |
|           | イタリック語派(100)1,700                                                            |
|           |                                                                                     |
|           | ゲルマン語派(100)1,750                                                              |
|           |                                                                                     |

|  | イタリック語派(100)1,700 |
|  |                          |
|  | ゲルマン語派(100)1,750   |
|  |                          |

|  | バルト語派(100)      |
|  |                      |
|  | スラヴ語派(100)1,300 |
|  |                      |

| インド・イラン語派(100)4,600 | \| \| インド語派(100)2,900 \| \| \| \| \| \| イラン語派(100)2,500 \| \| \| \| |
|                              | \| \| インド語派(100)2,900 \| \| \| \| \| \| イラン語派(100)2,500 \| \| \| \| |
|                              | アルバニア語(100)600                                                          |
|                              |                                                                               |
|                              | インド語派(100)2,900                                                          |
|                              |                                                                               |
|                              | イラン語派(100)2,500                                                          |
|                              |                                                                               |

|  | インド語派(100)2,900 |
|  |                      |
|  | イラン語派(100)2,500 |
|  |                      |

|  | ギリシャ語(100)800 |
|  |                    |
|  | アルメニア語(100)  |
|  |                    |

ヒッタイト語（おそらくはそれを含むアナトリア語派）が最初に分岐したことがわかる。また、サテム諸語（バルト・スラヴ語派、インド・イラン語派、アルバニア語、アルメニア語）は一まとまりの言語系統ではない。

### 分子人類学的視点
インド・ヨーロッパ語族に属する諸言語話者の拡散はY染色体ハプログループR1b (Y染色体)およびハプログループR1a  に対応する。R1bはヨーロッパ西部に高頻度であり、R1a系統はインド北部から中央アジアや東ヨーロッパに高頻度に分布している。R1bはケントゥム語、R1aはサテム語の担い手である。印欧祖語が話されたヤムナ文化の人骨からはハプログループR1b (Y染色体)が91.5%の高頻度で検出されているが、R1aは検出されていない。そのため、元来の印欧語族話者はR1bであり、ある時点でR1a集団が印欧語に言語交替を起したものと考えられ、その際にR1a集団の基層言語の特徴がサテム語の特徴として受け継がれたものと思われる。

## 他の語族との関係
「語族」の定義により、印欧語族と他の語族との間の系統関係は未知だが、形態素の類似などからウラル語族との同系説（インド・ウラル語族）、文法性の存在などから北西コーカサス語族との同系説（ポンティック語族）、屈折の仕方などからセム諸語との同系説（インド・セム語族）などが存在する。
インド・ヨーロッパ祖語が、北西コーカサス語族を基層とし、ウラル語族のような北ユーラシアの言語を上層言語とする混合言語であるとする説もある。
更に、ウラル語族、アルタイ諸語、日琉語族、チュクチ・カムチャッカ語族、エスキモー・アレウト語族などとの関係を主張するユーラシア大語族、ノストラティック大語族説、終局的にはボレア語族や世界祖語との関係を論ずる説もある。